# Lista roja de patrimonio en peligro

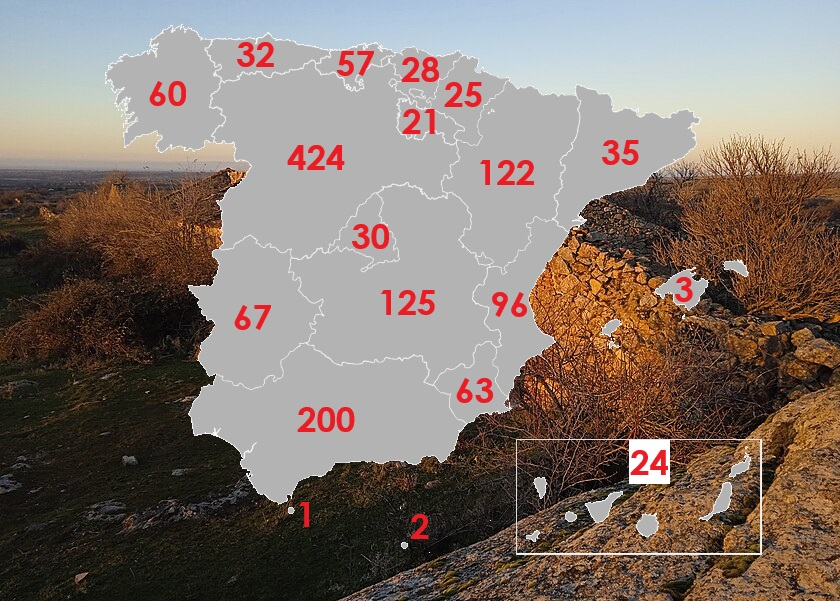
Número de monumentos en la Lista por autonomías a 5 de julio de 2024

La Lista Roja de Patrimonio español en peligro es un listado creado por la asociación española sin ánimo de lucro Hispania Nostra en el año 2006. Dicha lista aspira a recoger aquellos elementos del Patrimonio Histórico español que se encuentren sometidos a riesgo de desaparición, destrucción o alteración esencial de sus valores. Se sale de la lista roja: 
- Porque el elemento patrimonial desaparece o sufre alteraciones irreversibles, en cuyo caso pasa a formar parte de la Lista Negra.[4]
- Porque el elemento patrimonial es restaurado o suficientemente rehabilitado, en cuyo caso pasa a formar parte de la Lista Verde.[5]

## Categorías
El conjunto del patrimonio en peligro ha sido dividido en 4 categorías, las cuales a su vez están divididas en varias subcategorías. Esta división incluye tanto patrimonio artístico como natural.
| Arqueológico                                                         | Civil                           | Industrial | Militar                                            | Natural                                                        | Religioso                    |
| -------------------------------------------------------------------- | ------------------------------- | ---------- | -------------------------------------------------- | -------------------------------------------------------------- | ---------------------------- |
| Paisajes o entornos de yacimientos de potencial interés arqueológico | Arquitectura vernácula          |            | Castillos y conjuntos arquitectónicos fortificados | Elementos o conjuntos de interés medioambiental o paisajístico | Cementerios y enterramientos |
| Arte rupestre                                                        | Conjuntos históricos            |            | Fuertes o construcciones militares históricas      | Fauna y flora                                                  | Conventos y monasterios      |
| Elementos arqueológicos singulares                                   | Edificios singulares            |            | Murallas                                           | Jardines o huertas históricos                                  | Ermitas y oratorios          |
| Yacimientos arqueológicos                                            | Palacios                        |            | Torres extentas                                    |                                                                | Iglesias y capillas          |
|                                                                      | Plazas o espacios urbanos       |            |                                                    |                                                                |                              |
|                                                                      | Vías de comunicación históricas |            |                                                    |                                                                |                              |

## Localización

### Andalucía
No contiene la lista verde ni negra.  
| Andalucía (205) | Almería (11)                                                           | Córdoba (16)                                                                          | Cádiz (27)                                                                           | Granada (52)                                                                        |
| Andalucía (205) | Palacio de Almanzora (Almanzora)                                       | Convento de San Francisco de los Mártires (Belalcázar)                                | Arte rupestre del extremo sur de la península ibérica (sur de la provincia de Cádiz) | Alcazaba de Baza (Baza)                                                             |
| Andalucía (205) | Cortijo del Fraile (Níjar)                                             | Alcubillas de Córdoba (Córdoba)                                                       | Mercado de la Concepción (La Línea de la Concepción)                                 | Castillo de Torre Pesquera (Algarinejo)                                             |
| Andalucía (205) | Convento de San Pascual Bailón (Laujar de Andarax)                     | Torre de Arias Cabrera                                                                | Cuevas-canteras de la Sierra de San Cristóbal (El Puerto de Santa María)             | Yacimientos de Montejícar (Montejícar)                                              |
| Andalucía (205) | Torre de los Alumbres (Rodalquilar)                                    | Puente de Pellejero (Belalcázar)                                                      | Castillo de Matrera (Villamartín)                                                    | Iglesia y convento de San Antón (Baza)                                              |
| Andalucía (205) | Ermita del Santo Cristo de La Heredad (Fiñana)                         | Casa de las Camachas (Montilla)                                                       | Castillo de Gibalbín (Jerez de la Frontera)                                          | Palacio de los Enríquez (Baza)                                                      |
| Andalucía (205) | Iglesia de Nuestra Señora del Rosario (Paterna del Río)                | Palacio de los duques de Medinaceli (Montilla)                                        | Casas salineras de la bahía de Cádiz (Bahía de Cádiz)                                | Palacio Episcopal de Baza (Baza)                                                    |
| Andalucía (205) | Salinas de San Rafael (Roquetas de Mar)                                | Ermita Torre de los Santos (Nueva Carteya)                                            | Yacimiento arqueológico Casa del Obispo (Cádiz)                                      | Casa de los Páez de Espinosa (Baza)                                                 |
| Andalucía (205) | Central hidroeléctrica de Bayarque Bayarque                            | Ermita de la Caridad (Fernán Núñez)                                                   | Ermita de San Ambrosio (Barbate)                                                     | Almazara de los Jerónimos (Baza)                                                    |
| Andalucía (205) | Molino de la Cerrá (Tíjola)                                            | Huerta y Arco de San Lorenzo (Montilla)                                               | Iglesia de San Santiago o de Jesús (Tarifa)                                          | Torre-castillo de Freila (Freila)                                                   |
| Andalucía (205) | Descargador de mineral del ferrocarril minero Bédar-Garrucha (Mojácar) | Palacio de la Isabela (Alcolea (Córdoba))                                             | Hacienda San José o Coto Tejera (Puerto Real)                                        | Refugio Elorrieta (Capileira)                                                       |
| Andalucía (205) | Torre de Cerrillos (El Ejido)                                          | Convento de San Francisco del Monte (Adamuz)                                          | Polvorines de Punta Cantera (San Fernando)                                           | Iglesia de San Luis (Granada)                                                       |
| Andalucía (205) |                                                                        | Castillo de Dos Hermanas (Montemayor)                                                 | Laguna de La Janda (Vejer de la Frontera, Barbate, Medina Sidonia y Tarifa)          | Palacio de los Marqueses de Cadimo (Baza)                                           |
| Andalucía (205) |                                                                        | Puente Mocarra (Espiel)                                                               | Ermita de la Fuensanta (Arcos de la Frontera)                                        | Ermita de San Sebastián de Baza (Baza)                                              |
| Andalucía (205) |                                                                        | Pozo Espiel (Espiel)                                                                  | Capilla de San José (Algeciras)                                                      | Fuente Santa o de Alcántara (Loja)                                                  |
| Andalucía (205) |                                                                        | Iglesia de San Agustín (Montilla)                                                     | Fuerte de Santa Bárbara (La Línea de la Concepción)                                  | Torre de las Cinco Esquinas (Baza)                                                  |
| Andalucía (205) |                                                                        | Puente califal sobre el río Guadiato (Villaviciosa de Córdoba)                        | Ermita de Santa Ana (Medina Sidonia)                                                 | Torres de la Puerta de la Magdalena (Baza)                                          |
| Andalucía (205) |                                                                        |                                                                                       | Castillo de Vallehermoso o Carastas (Olvera)                                         | Humedal del Baíco (Baza)                                                            |
| Andalucía (205) |                                                                        |                                                                                       | Plaza y Patio del Coral (Algeciras)                                                  | Convento de San Jerónimo (Baza)                                                     |
| Andalucía (205) |                                                                        |                                                                                       | Palacio de Orleans - Borbón (Sanlúcar de Barrameda)                                  | Hacienda Jesús del Valle (Granada)                                                  |
| Andalucía (205) |                                                                        |                                                                                       | Palacio de Riquelme (Jerez de la Frontera)                                           | Paseo de Romayla (Granada)                                                          |
| Andalucía (205) |                                                                        |                                                                                       | Molino de Marea de Río Arillo (entre San Fernando y Cádiz)                           | Torre Espinosa. (Baza)                                                              |
| Andalucía (205) |                                                                        |                                                                                       | Castillo de Santa Catalina (Tarifa)                                                  | Castillo de Benzalema. (Baza)                                                       |
| Andalucía (205) |                                                                        |                                                                                       | Fuerte de Santa Catalina (El Puerto de Santa María)                                  | Baños de la Morería. (Baza)                                                         |
| Andalucía (205) |                                                                        |                                                                                       | Castillo de Aznalmara (Benaocaz)                                                     | Palacio de los Marqueses de Cadimo (Baza)                                           |
| Andalucía (205) |                                                                        |                                                                                       | Hospital de San Juan de Dios (El Puerto de Santa María)                              | Castillo de Castell de Ferro (Castell de Ferro)                                     |
| Andalucía (205) |                                                                        |                                                                                       | Casa de San Lorenzo o "La Julia" (Rota)                                              | Antigua fábrica azucarera Señor de la Salud (Santa Fe)                              |
| Andalucía (205) |                                                                        |                                                                                       | Palacio Villapanés (Jerez de la Frontera)                                            | Casería de los Cipreses (Granada)                                                   |
| Andalucía (205) |                                                                        |                                                                                       | Torre del Zambullón (Gualchos)                                                       |                                                                                     |
| Andalucía (205) |                                                                        |                                                                                       | Antigua Iglesia de San Miguel de Guadix (Guadix)                                     |                                                                                     |
| Andalucía (205) |                                                                        |                                                                                       | Torre del Puntalón o de Punta Negra (La Rábita, Albuñol)                             |                                                                                     |
| Andalucía (205) |                                                                        |                                                                                       | La casa del tesorero de la Abadía de Baza (Baza)                                     |                                                                                     |
| Andalucía (205) |                                                                        |                                                                                       | La Cementera (Atarfe)                                                                |                                                                                     |
| Andalucía (205) |                                                                        |                                                                                       | Casa del Tinte (Baza)                                                                |                                                                                     |
| Andalucía (205) |                                                                        |                                                                                       | Casa nazarí (Granada)                                                                |                                                                                     |
| Andalucía (205) |                                                                        |                                                                                       | Torre de la Rijana (Gualchos)                                                        |                                                                                     |
| Andalucía (205) |                                                                        |                                                                                       | Baños árabes del Albaicín (Granada)                                                  |                                                                                     |
| Andalucía (205) |                                                                        |                                                                                       | Castillo de Moclín (Moclín)                                                          |                                                                                     |
| Andalucía (205) |                                                                        |                                                                                       | Restos de la Casa y Huerta de Carrasco (Guadix)                                      |                                                                                     |
| Andalucía (205) |                                                                        |                                                                                       | Claustro bajo del convento de San Francisco (Baza)                                   |                                                                                     |
| Andalucía (205) |                                                                        |                                                                                       | Casa de los Barthe (Guadix)                                                          |                                                                                     |
| Andalucía (205) |                                                                        |                                                                                       | Pueblo de Tablate (Tablate)                                                          |                                                                                     |
| Andalucía (205) |                                                                        |                                                                                       | Casa-palacio de José Sánchez Morales (Baza)                                          |                                                                                     |
| Andalucía (205) |                                                                        |                                                                                       | Azucarera de Guadix (Guadix)                                                         |                                                                                     |
| Andalucía (205) |                                                                        |                                                                                       | Antiguo Seminario Menor o de San Torcuato (Guadix)                                   |                                                                                     |
| Andalucía (205) |                                                                        |                                                                                       | Fábrica de Harinas de la calle Barradas (Guadix)                                     |                                                                                     |
| Andalucía (205) |                                                                        |                                                                                       | Casa Caballero o Antigua Casa de Ferroviarios (Guadix)                               |                                                                                     |
| Andalucía (205) |                                                                        |                                                                                       | Convento de San Francisco (Guadix)                                                   |                                                                                     |
| Andalucía (205) |                                                                        |                                                                                       | Sitio Histórico de Santo Domingo (Guadix)                                            |                                                                                     |
| Andalucía (205) |                                                                        |                                                                                       | Castillo de la Juliana (Murtas)                                                      |                                                                                     |
| Andalucía (205) |                                                                        |                                                                                       | Portada de la iglesia de los Dolores (Baza)                                          |                                                                                     |
| Andalucía (205) |                                                                        |                                                                                       | Iglesia de San Antonio de Padua (Murtas)                                             |                                                                                     |
| Andalucía (205) |                                                                        |                                                                                       | Portada de la Piedad de la iglesia de Santa María de la Encarnación (Baza)           |                                                                                     |
| Andalucía (205) |                                                                        |                                                                                       | Muralla Nazarí (Granada)                                                             |                                                                                     |
| Andalucía (205) | Huelva (5)                                                             | Málaga (16)                                                                           | Jaén (55)                                                                            | Sevilla (23)                                                                        |
| Andalucía (205) | Parque nacional de Doñana                                              | Convento de Nuestra Señora de la Consolación de las Algaidas (Villanueva de Algaidas) | Castillo de Al-Matar (Bedmar)                                                        | Cerro San Cristóbal (Estepa)                                                        |
| Andalucía (205) | Ermita de San Salvador (Puerto Moral)                                  | Casa del doctor Cristóbal Jiménez Encina (Monda)                                      | Castillo de Giribaile (Vilches)                                                      | Ermita de Castilleja de Talhara (Benacazón)                                         |
| Andalucía (205) | Dólmenes de los Gabrieles (Valverde del Camino)                        | Lacipo (Casares)                                                                      | Castillo de Bélmez de la Moraleda (Bélmez de la Moraleda)                            | Las torres de la Iglesia de la Inmaculada Concepción de N. S. “Las Gemelas” (Écija) |
| Andalucía (205) | Cabezo de la Joya (Huelva)                                             | Castillo de la Villeta (Monda)                                                        | Castillo nuevo de Bedmar (Bedmar)                                                    | Real Monasterio de Santa Inés del Valle (Écija)                                     |
| Andalucía (205) | Huerta noble (Isla Cristina)                                           | Trapiche del Prado (Marbella)                                                         | Castillo de la Encomienda del Víboras (Martos)                                       | Hacienda de olivar La Mejorada Baja (Los Palacios y Villafranca)                    |
| Andalucía (205) |                                                                        | Castillo de Benthomiz (Arenas)                                                        | Molinos y central hidroeléctrica de Casas Nuevas (Marmolejo)                         | Convento de Santa Eulalia (Marchena)                                                |
| Andalucía (205) |                                                                        | Conjunto defensivo de Benahavís (Benahavís)                                           | Convento de San Francisco de Asís (Úbeda)                                            | Castillo árabe de Morón de la Frontera (Morón de la Frontera)                       |
| Andalucía (205) |                                                                        | Acueducto de San Telmo (Málaga)                                                       | Restos arqueológicos de la judería de Jaén (Jaén)                                    | Torre de Santa Lucía (Mairena del Alcor)                                            |
| Andalucía (205) |                                                                        | Singilia Barba (Antequera)                                                            | Torre Benzalá (Torredonjimeno)                                                       | Cilla de los Canónigos o de la Cruz Dorada (Morón de la Frontera)                   |
| Andalucía (205) |                                                                        | Cripta Nuestra Señora de la Victoria (Málaga)                                         | Molino del cubo (Torredonjimeno)                                                     | Puente de Gandul (Alcalá de Guadaíra)                                               |
| Andalucía (205) |                                                                        | Iglesia Capitular del Sagrario (Málaga)                                               | Cementerio de San Eufrasio (Jaén)                                                    | Cortijo cerealista de Luchena (Mairena del Alcor)                                   |
| Andalucía (205) |                                                                        | Torre de la Miel (Nerja)                                                              | Convento de Santo Domingo (La Guardia de Jaén)                                       | Hacienda de olivar de Peromingo Alto (Carmona)                                      |
| Andalucía (205) |                                                                        | Huerta de Godino (Málaga)                                                             | Castillo de la Aragonesa (Marmolejo)                                                 | Molino harinero de San Pedro (Mairena del Alcor)                                    |
| Andalucía (205) |                                                                        | Corralón de las Dos Puertas (Málaga)                                                  | Palacio de los Marqueses de Viana (Garciez)                                          | Capilla barroca de San José (Sevilla)                                               |
| Andalucía (205) |                                                                        | Ingenio azucarero de San Joaquín (Maro)                                               | Ermita de San Antón de Alcaudete (Alcaudete)                                         | Torre del Águila (Utrera)                                                           |
| Andalucía (205) |                                                                        | Torre de la Ermita de Nuestra Señora de los Dolores (Monda)                           | Convento e Iglesia de San Francisco de Alcalá la Real (Alcalá la Real)               | Torre de Lopera (Utrera)                                                            |
| Andalucía (205) |                                                                        |                                                                                       | Yacimiento arqueológico y rupestre de Otíñar (Otíñar)                                | Molino de San Juan de Teatinos (Sevilla)                                            |
| Andalucía (205) |                                                                        |                                                                                       | Castillo de Chincolla (Villanueva del Arzobispo)                                     | Hacienda Ibarburu (Dos Hermanas)                                                    |
| Andalucía (205) |                                                                        |                                                                                       | Torreón de Nubla (La Iruela)                                                         | Torre de los Herberos (Dos Hermanas)                                                |
| Andalucía (205) |                                                                        |                                                                                       | Castillo de La Majuela (Quesada)                                                     | Puente de Alfonso XIII o puente de Hierro (Sevilla)                                 |
| Andalucía (205) |                                                                        |                                                                                       | Castillo de Salvatierra o de las Cinco Esquinas (Cazorla)                            | Palacio Pumarejo (Sevilla)                                                          |
| Andalucía (205) |                                                                        |                                                                                       | Castillo de Bujaraiza (Hornos)                                                       | El Torbiscal (Utrera)                                                               |
| Andalucía (205) |                                                                        |                                                                                       | Puente de Nubla (Chilluévar y La Iruela)                                             | Palacio de Juan de Córdoba Centurión (Lora de Estepa)                               |
| Andalucía (205) |                                                                        | Casa de Piedra. Antigua parroquia de San Miguel (Jaén)                                |                                                                                      |                                                                                     |
| Andalucía (205) |                                                                        | Iglesia de Santo Domingo de Silos (Alcalá la Real)                                    |                                                                                      |                                                                                     |
| Andalucía (205) |                                                                        | Casa-palacio de los condes de Torralba (Torrequebradilla)                             |                                                                                      |                                                                                     |
| Andalucía (205) |                                                                        | Castillo de la Peña de Martos (Martos)                                                |                                                                                      |                                                                                     |
| Andalucía (205) |                                                                        | Puente de Ariza (Úbeda)                                                               |                                                                                      |                                                                                     |
| Andalucía (205) |                                                                        | Conjunto de murallas del cerro de Santa Catalina (Jaén)                               |                                                                                      |                                                                                     |
| Andalucía (205) |                                                                        | Ermita de San Bartolomé de Úbeda (Úbeda)                                              |                                                                                      |                                                                                     |
| Andalucía (205) |                                                                        | Antigua estación de ferrocarril de Úbeda (Úbeda)                                      |                                                                                      |                                                                                     |
| Andalucía (205) |                                                                        | Casería de Jódar (Jaén)                                                               |                                                                                      |                                                                                     |
| Andalucía (205) |                                                                        | Muralla Norte del Castillo Calatravo de la Villa de Martos (Martos)                   |                                                                                      |                                                                                     |
| Andalucía (205) |                                                                        | Mina-Fundición La Tortilla (Linares)                                                  |                                                                                      |                                                                                     |
| Andalucía (205) |                                                                        | Castillo de Fuentetétar (Jaén)                                                        |                                                                                      |                                                                                     |
| Andalucía (205) |                                                                        | Torre de Zarracotín (Génave)                                                          |                                                                                      |                                                                                     |
| Andalucía (205) |                                                                        | Casería Villa Gutiérrez (Úbeda)                                                       |                                                                                      |                                                                                     |
| Andalucía (205) |                                                                        | Torreón Vigía “Atalaya” (La Iruela)                                                   |                                                                                      |                                                                                     |
| Andalucía (205) |                                                                        | Villa Romana de Bruñel (Quesada)                                                      |                                                                                      |                                                                                     |
| Andalucía (205) |                                                                        | Torres II y III de Santa Catalina (Orcera)                                            |                                                                                      |                                                                                     |
| Andalucía (205) |                                                                        | Capilla de Nuestra Señora del Rosario de la iglesia de La Encarnación (Bailén)        |                                                                                      |                                                                                     |
| Andalucía (205) |                                                                        | Conjunto de la Estación de Ferrocarril de Baeza-Begijar (Baeza)                       |                                                                                      |                                                                                     |
| Andalucía (205) |                                                                        | Iglesia de San Pedro (Úbeda)                                                          |                                                                                      |                                                                                     |
| Andalucía (205) |                                                                        | Torre Bermeja (Jaén)                                                                  |                                                                                      |                                                                                     |
| Andalucía (205) |                                                                        | Ermita de San Sebastián (Cazorla)                                                     |                                                                                      |                                                                                     |
| Andalucía (205) |                                                                        | Torres y lienzos de la muralla almohade (Andújar)                                     |                                                                                      |                                                                                     |
| Andalucía (205) |                                                                        | Castillo de Toya (Peal de Becerro)                                                    |                                                                                      |                                                                                     |
| Andalucía (205) |                                                                        | Hospital de San Antón Abad (Úbeda)                                                    |                                                                                      |                                                                                     |
| Andalucía (205) |                                                                        | Ermita de San Cosme y San Damián de Jabalcuz (Jaén)                                   |                                                                                      |                                                                                     |
| Andalucía (205) |                                                                        | Torre de la Aldehuela (Torredelcampo)                                                 |                                                                                      |                                                                                     |
| Andalucía (205) |                                                                        | Torreón de Fique (Bedmar y Garcíez)                                                   |                                                                                      |                                                                                     |
| Andalucía (205) |                                                                        | Torreón del Lucero (Bélmez de la Moraleda)                                            |                                                                                      |                                                                                     |
| Andalucía (205) |                                                                        | Portada de la iglesia parroquial de San Pedro Apóstol (Castillo de Locubín)           |                                                                                      |                                                                                     |
| Andalucía (205) |                                                                        | Casa forestal del Chorro (Cazorla)                                                    |                                                                                      |                                                                                     |
| Andalucía (205) |                                                                        | Casa Neogótica (Arquillos)                                                            |                                                                                      |                                                                                     |
| Andalucía (205) |                                                                        | Torre de la Dehesilla o del Sol (Bélmez de la Moraleda)                               |                                                                                      |                                                                                     |

### Aragón
| Aragón (134) | Huesca (48)                                                                          | Teruel (21)                                                      | Zaragoza (65)                                                                     | Zaragoza (65)                                                                                  |
| Aragón (134) | Castillo-palacio de Argavieso (Argavieso)                                            | Venta de los Frailes o Venta de Valimaña (Castelnou)             | Ermita de Nuestra Señora de Yecra (Lacorvilla)                                    | Castillo Palacio de Argavieso (Argavieso)                                                      |
| Aragón (134) | Ermita de Anzano (Anzano)                                                            | Masías fortificadas (Maestrazgo)                                 | Castillo Yecra (Lacorvilla)                                                       | Iglesia del Convento de San Rafael del Pueblo Viejo de Belchite (Belchite)                     |
| Aragón (134) | Ermita de Santa María de Javierremates (Martes, Canal de Berdún)                     | Convento del Desierto (Calanda)                                  | Castillo de Berdejo (Berdejo)                                                     | Pilastra de Foz de Zafrané (La Puebla de Albortón)                                             |
| Aragón (134) | Ermita de San Pelay (Ceresa)                                                         | Fábrica Bonica (Valderrobres)                                    | Castillo de Bijuesca (Bijuesca)                                                   | Ermita de Nuestra Señora de Gañarul (Agón)                                                     |
| Aragón (134) | Iglesia de Acín (Acín de Garcipollera)                                               | Ermita San Gregorio Magno (Aguaviva)                             | Ermita de Nuestra Señora de Bañales (Uncastillo)                                  | Ermita de San Juan (Añón de Moncayo)                                                           |
| Aragón (134) | Iglesia de Anzano (Anzano)                                                           | Cárcel o Torre del Penal (Valderrobres)                          | Castillo de Roita (Sos del Rey Católico)                                          | Ermita románica de San Miguel de Cheulas (El Frago)                                            |
| Aragón (134) | Iglesia de San Miguel de Abós (Jaca)                                                 | Castillo de los Ares (Pozondón)                                  | Castillo de la Palma (Sástago)                                                    | Torre del marqués de Montemuzo (Alagón)                                                        |
| Aragón (134) | Iglesia de San Pedro Apóstol (Bentué de Nocito)                                      | Convento de Nuestra Señora de los Ángeles (Híjar)                | Castillo de Langa (Langa del Castillo)                                            | Monasterio de Cambrón (Sádaba)                                                                 |
| Aragón (134) | Iglesia de San Saturnino de Bergosa (Jaca)                                           | Castillo del Cid (Fortanete)                                     | Castillo de Maella (Maella)                                                       | Monasterio de San Bartolomé o del Santo (Tosos)                                                |
| Aragón (134) | Iglesia de San Juan Evangelista de Besians (Besians)                                 | Convento de las concepcionistas franciscanas (Cuevas de Cañart)  | Castillo de Monreal de Ariza (Monreal de Ariza)                                   | Recinto fortificado (Calatayud)                                                                |
| Aragón (134) | Molino de Fañanás (Alcalá del Obispo)                                                | Ermita de San Bartolomé (Villalba de los Morales)                | Castillo de Rueda de Jalón (Rueda de Jalón)                                       | Ruinas islámicas de la plaza José María Forqué (Zaragoza)                                      |
| Aragón (134) | Necrópolis medieval de San Grimén (Valle de Hecho)                                   | Santuario de la Virgen de la Gracia (La Fresneda)                | Castillo de Santia (Erla)                                                         | Monasterio de Santa Fe (Zaragoza)                                                              |
| Aragón (134) | Palacio fortificado de los Altarriba (Ilche, Permisán))                              | Torreón de la Redehuerta (Alcañiz)                               | Torre defensiva de Obano (Luna)                                                   | Iglesia de San Martín de Tiermas (Tiermas)                                                     |
| Aragón (134) | Iglesia de San Vicente (Aruej) (Villanúa)                                            | Ermita de San Miguel (Alcañiz)                                   | Iglesia del Convento Dominico de Gotor (Gotor)                                    | Fábrica de Fundición Averly (Zaragoza)                                                         |
| Aragón (134) | Iglesia de San Bartolomé de Larrosa (Despoblado de Larrosa de la Garcipollera)       | Mina Santa Bárbara (La Cañada de Verich)                         | Castillo de Maluenda (Maluenda)                                                   | Iglesia y torre-alminar de la Virgen de la Huerta de Villanueva de Jalón (Villanueva de Jalón) |
| Aragón (134) | Iglesia de San Pedro de Cenarbe (Cenarbe, Villanúa)                                  | Órgano musical de Cabra de Mora (Cabra de Mora)                  | Iglesia de San Miguel de Maluenda (Maluenda)                                      | Ermita de Santa Quiteria de Encinacorba (Encinacorba)                                          |
| Aragón (134) | Torre defensiva de Abenilla (Despoblado de Abenilla, Sabiñánigo)                     | Iglesia de Santiago el Mayor (Montalbán)                         | Convento de San Cristóbal (Tauste)                                                | Ermita de Santa Quiteria de Sibirana (Uncastillo)                                              |
| Aragón (134) | Ermita de San Miguel de Sercué (Sercué)                                              | Convento de San Miguel Arcángel (Barrio de Ladruñan, Castellote) | Casa-palacio de los Lázaro o de los Thomey (Used)                                 | Casas de la salina (Bujaraloz y Sástago)                                                       |
| Aragón (134) | Iglesia de Nuestra Señora de la Correa de Puibolea (Puibolea, La Sotonera)           | Torre fortaleza de La Hoz de la Vieja (La Hoz de la Vieja)       | Ermita de San Nicolás de Ceñito (Pardinas de Ceñito, Sos del Rey Católico)        | Iglesia de Nuestra Señora de Diasol y muro que la rodea (Malpica de Arba, Biota)               |
| Aragón (134) | Iglesia de la Asunción de Nuestra Señora de Paternoy (Despoblado de Paternoy, Bailo) | Antigua tejería (Belmonte de San José)                           | Barranco o arroyo de las Salinas (Remolinos)                                      | Monasterio de Santa Susana o La Trapa (Maella)                                                 |
| Aragón (134) | Torre de La Llecina [Despoblado de La Llecina (Roda de Isábena)                      | Casa Grande (Fuentes Claras)                                     | Casa modernista (Bulbuente)                                                       | Torre de los Condes de Bureta (Pleitas)                                                        |
| Aragón (134) | Torre defensiva de Pardineta de Bibán (Bibán, despoblado, Boltaña)                   |                                                                  | Ermita de San Gregorio (Longares)                                                 | Ermita de Santa Ana y San José (Tauste)                                                        |
| Aragón (134) | Iglesia San Antonio Abad (Castilsabás)                                               |                                                                  | Mina La Esperanza (Épila)                                                         | Palacio episcopal de Calatayud (Calatayud)                                                     |
| Aragón (134) | Granja agrícola de colonización de Almudévar (Almudévar)                             |                                                                  | Casa de los Franco Bernabé (Montón)                                               | Ermita vieja de la Virgen de las Angustias (Embid de Ariza)                                    |
| Aragón (134) | Iglesia de la Asunción (Castejón de Sobrarbe, Aínsa-Sobrarbe)                        |                                                                  | Baritel de la mina La Bilbilitana (Alpartir)                                      | Castillo de Torrijo de la Cañada (Torrijo de la Cañada)                                        |
| Aragón (134) | Iglesia de San Pedro Apóstol (Castarlenas, Graus)                                    |                                                                  | Iglesia Parroquial de San Miguel de Llumes (Granja Llumes, municipio de Monterde) | Castillo de Sora (Castejón de Valdejasa)                                                       |
| Aragón (134) | Iglesia parroquial Nuestra Señora de los Ángeles de Arbaniés (Arbaniés, Siétamo)     |                                                                  | Ermita de Santa Cristina (Puebla de Albortón)                                     | Torre de Mareca (Épila)                                                                        |
| Aragón (134) | Ermita de San Aventín (Sahún)                                                        |                                                                  | Casa Palacio de los Duques de Villahermosa (Los Fayos)                            | Torres el Bayo (Biota)                                                                         |
| Aragón (134) | Conjunto de Torreón defensivo e Iglesia de Claravalls (Claravalls, Arén)             |                                                                  | Casa Alejos (Urriés)                                                              | Ermita de San Antón Abad (Nombrevilla)                                                         |
| Aragón (134) | Ermita de San Saturnino de Aguascaldas (Valle de Bardají)                            |                                                                  | Iglesia de San Andrés (Uncastillo)                                                | Salina de Nuévalos                                                                             |
| Aragón (134) | Torre de Fernando VI o Castillo Nuevo del camino viejo a Oza (Valle de Hecho)        |                                                                  | Azucarera Nuestra Señora de las Mercedes (Alagón)                                 | Iglesia de Nuestra Señora de la Purificación de Pintano                                        |
| Aragón (134) | Semianrio Conciliar (Huesca)                                                         |                                                                  | Castillo de Caulor (Plasencia de Jalón)                                           | El Castilluelo (Bardallur)                                                                     |
| Aragón (134) | Ermita de Santa Clara de Puycremat (Graus)                                           |                                                                  | Castillo del Rey Ayyub Ben Habib (Moros)                                          | Atalaya y despoblado de María (María de Huerva)                                                |
| Aragón (134) | Iglesia parroquial de San Pedro Apóstol de Morrano (Morrano)                         |                                                                  | Torreón Castillo de Atea                                                          |                                                                                                |
| Aragón (134) | Castillo y despoblado del Mon (Perarrúa)                                             |                                                                  |                                                                                   |                                                                                                |
| Aragón (134) | Casa Ruba (Fanlo)                                                                    |                                                                  |                                                                                   |                                                                                                |
| Aragón (134) | Iglesia de Santa Bárbara (Aniés)                                                     |                                                                  |                                                                                   |                                                                                                |
| Aragón (134) | Ermita de San Martín (Capella)                                                       |                                                                  |                                                                                   |                                                                                                |
| Aragón (134) | Iglesia de San Antonio de Esterún (Valle de Bardají)                                 |                                                                  |                                                                                   |                                                                                                |
| Aragón (134) | Ermita de San Miguel (Barluenga)                                                     |                                                                  |                                                                                   |                                                                                                |
| Aragón (134) | Ermita de San Pedro del Sarrau (Güel, Graus)                                         |                                                                  |                                                                                   |                                                                                                |
| Aragón (134) | Atalaya de Tormos (Tormos)                                                           |                                                                  |                                                                                   |                                                                                                |
| Aragón (134) | Iglesia y despoblado de Sagarillo (Huesca)                                           |                                                                  |                                                                                   |                                                                                                |
| Aragón (134) | Monasterio de los santos Justo y Pastor (Urmella, Bisaurri)                          |                                                                  |                                                                                   |                                                                                                |
| Aragón (134) | Iglesia de Nuestra Señora de la Esperanza (Clamosa, La Fueva)                        |                                                                  |                                                                                   |                                                                                                |
| Aragón (134) | Campanario e iglesia de la Asunción de Clamosa (Clamosa, La Fueva)                   |                                                                  |                                                                                   |                                                                                                |
| Aragón (134) | Ermita de San Antonio Abad (Clamosa, La Fueva)                                       |                                                                  |                                                                                   |                                                                                                |
| Aragón (134) | Iglesia parroquial de Santa Eulalia (Susín, Biescas)                                 |                                                                  |                                                                                   |                                                                                                |

### Madrid
No contiene la lista verde ni negra.
| C. A. de Madrid (31) | Comunidad de Madrid (23)                                          | Comunidad de Madrid (23)                                            | Madrid (8)                                                         |
| C. A. de Madrid (31) | Casa-Palacio del Canto del Pico (Torrelodones)                    | Ermita de la Virgen de la Oliva (Patones)                           | Muralla cristiana de Madrid                                        |
| C. A. de Madrid (31) | Real Canal del Manzanares (Madrid, Getafe y Rivas-Vaciamadrid)    | Ermita de San Polo (Aldea del Fresno)                               | Salón de música de la fábrica de Pianos Montano                    |
| C. A. de Madrid (31) | Castillo de Aulencia (Villanueva de la Cañada)                    | Iglesia de San Pedro Apóstol de Polvoranca (Leganés)                | Panteón de Hombres Ilustres de S. Isidro                           |
| C. A. de Madrid (31) | Palacio de Farinelli o de los Duques de Osuna (Aranjuez)          | Cuarteles de Reales Guardias Valonas y Españolas (Aranjuez)         | Edificio Parque Móvil del Estado                                   |
| C. A. de Madrid (31) | Mar de Ontígola (Aranjuez)                                        | Casa del guarda del Real Bosque de La Moraleja (Alcobendas)         | Paisaje y subsuelo afectado por las obras de la línea 11 del Metro |
| C. A. de Madrid (31) | Antiguos molinos (Arroyomolinos)                                  | Río Guadarrama a su paso por Móstoles, Navalcarnero y Arroyomolinos | Comestibles Finos                                                  |
| C. A. de Madrid (31) | Bodega del Arrabal (Talamanca del Jarama)                         | Iglesia de Navalquejigo (El Escorial)                               | Casa-Asilo Goicoechea e Isusi                                      |
| C. A. de Madrid (31) | Viaje de Agua de la Poza (Pozuelo de Alarcón)                     | Tramos de la Cerca Histórica de Felipe II (El Escorial)             | Palacio de la Duquesa de Sueca                                     |
| C. A. de Madrid (31) | Casa Pimentel (Torrelaguna)                                       | Edificio Kodak (Las Rozas de Madrid)                                |                                                                    |
| C. A. de Madrid (31) | Ermita de Nuestra Señora de la Cabeza (Torrelaguna)               | Ermita de Orcález (Santorcaz)                                       |                                                                    |
| C. A. de Madrid (31) | Antigua fábrica de aceite (Morata de Tajuña)                      | Antigua cárcel de mujeres La Galera (Alcalá de Henares)             |                                                                    |
| C. A. de Madrid (31) | Antigua casa cuartel de la Guardia Civil (Cadalso de los Vidrios) | Estación de Siete Picos (Cercedilla)                                |                                                                    |

### Comunidad Valenciana
| C. Valenciana (102) | Alicante(21)                                                                      | Castellón (7)                                                                                    | Valencia (74)                                                                                          |
| C. Valenciana (102) | Castillo de Orihuela (Orihuela)                                                   | Recinto fortificado (Torralba del Pinar)                                                         | Alquerías valencianas (Huerta de Valencia)                                                             |
| C. Valenciana (102) | Iglesia de San Agustín (Orihuela)                                                 | Castillo de Azuébar                                                                              | Casa Castillo del Barón de Petrés (Petrés)                                                             |
| C. Valenciana (102) | Murallas renacentistas de Altea (Altea)                                           | Castillo de Montornés (Benicasim)                                                                | Alquería Falcó (Valencia)                                                                              |
| C. Valenciana (102) | Torres y Atalayas de Alicante (Provincia de Alicante)                             | Torreta dels Moros (Vinaroz)                                                                     | Castillo de Chirel (Cortes de Pallás)                                                                  |
| C. Valenciana (102) | Casona del Marqués de Lazy (Elda)                                                 | Pechinas iglesia del Convento del Carmen de Villarreal                                           | Huertas históricas del Barranco de la Barbulla (Parque morisco de Cortes de Pallás) (Cortes de Pallás) |
| C. Valenciana (102) | Torre y Capilla El Ciprés de Alicante (Alicante)                                  | Molino de la Roqueta (Villarreal)                                                                | Casa de los Quadrado (Játiva)                                                                          |
| C. Valenciana (102) | Palacio de Rubalcava (Orihuela)                                                   | Ermita de Santa Bárbara (Onda)                                                                   | Puente del Palacio de Vahillo (Mogente)                                                                |
| C. Valenciana (102) | Colonia de Santa Eulalia (Sax y Villena)                                          |                                                                                                  | Las Rocas del Corpus Christi (Valencia)                                                                |
| C. Valenciana (102) | Riurau de Beniadlà / Pinella (La Jara, Denia)                                     |                                                                                                  | Casa señorial de la Sirena (Alfara del Patriarca)                                                      |
| C. Valenciana (102) | Complejo minero de San Antón de Orihuela (Orihuela)                               |                                                                                                  | Alquería del Moro (Benicalap, Valencia)                                                                |
| C. Valenciana (102) | Molino hidráulico Molí Nou (Muchamiel)                                            |                                                                                                  | Alquería de la Torre (Valencia)                                                                        |
| C. Valenciana (102) | Casa Gerolda (Jijona)                                                             |                                                                                                  | Granja de Sinyent (Poliñá de Júcar)                                                                    |
| C. Valenciana (102) | Monasterio de Montserrat (Onil)                                                   |                                                                                                  | Barrio del Cabañal-Cañamelar (Valencia)                                                                |
| C. Valenciana (102) | Iglesia parroquial de las Santas Justa y Rufina (Orihuela)                        |                                                                                                  | Fábrica de La Ceramo (Benicalap, Valencia)                                                             |
| C. Valenciana (102) | Molino de la ciudad (Orihuela)                                                    |                                                                                                  | Caballerizas del Palacio de Escrivá (Valencia)                                                         |
| C. Valenciana (102) | Alquería Casa de Bonanza (mitad este del conjunto) (Orihuela)                     |                                                                                                  | Iglesia de San Juan Bautista de Loriguilla viejo (Loriguilla)                                          |
| C. Valenciana (102) | Torre del Barranc d'Aigües / Torre de Reixes (El Campello)                        |                                                                                                  | Palacio de los Condes de Faura (Quartell)                                                              |
| C. Valenciana (102) | Convent dels Mercedaris (El Campello)                                             |                                                                                                  | Castillo de Benifairó de la Valldigna (Benifairó de la Valldigna)                                      |
| C. Valenciana (102) | Taller de construcción de carruajes "San Antonio" (Taller dels Canets) (Benejama) |                                                                                                  | Castillo de Villamarchante (Villamarchante)                                                            |
| C. Valenciana (102) | Casa y Torre de los Balcones (Torrevieja)                                         |                                                                                                  | Castillo de la Vila i Honor de Corbera (Corbera)                                                       |
| C. Valenciana (102) | Ermita de Petracos (Castell de Castells)                                          |                                                                                                  | Campana Jaume (Valencia)                                                                               |
| C. Valenciana (102) |                                                                                   | Castillo Palacio de los Bellvís (Benisuera)                                                      | |
| C. Valenciana (102) |                                                                                   | Chalé Giner Cortina (Torrente)                                                                   | |
| C. Valenciana (102) |                                                                                   | Casa Abadía de Castielfabib                                                                      | |
| C. Valenciana (102) |                                                                                   | Central Hidroeléctrica de Castielfabib                                                           | |
| C. Valenciana (102) |                                                                                   | Molino de la Villa (Castielfabib)                                                                | |
| C. Valenciana (102) |                                                                                   | Puente del Barrioso (Castielfabib)                                                               | |
| C. Valenciana (102) |                                                                                   | Ruinas del Real Monasterio de Santa María de la Murta (Alcira)                                   | |
| C. Valenciana (102) |                                                                                   | Alquería de Serra (Valencia)                                                                     | |
| C. Valenciana (102) |                                                                                   | El Pantalán de la Compañía Minera de Sierra Menera (Sagunto)                                     | |
| C. Valenciana (102) |                                                                                   | Castillo de Ademuz                                                                               | |
| C. Valenciana (102) |                                                                                   | Molino de la Villa (Vallanca)                                                                    | |
| C. Valenciana (102) |                                                                                   | Casa Grande de Tóveda Baja (Castielfabib)                                                        | |
| C. Valenciana (102) |                                                                                   | Lienzos y torre de la muralla islámica en la calle Salinas (Valencia)                            | |
| C. Valenciana (102) |                                                                                   | Molí dels Frares (Campanar, Valencia)                                                            | |
| C. Valenciana (102) |                                                                                   | Ermita de San Antonio (Játiva)                                                                   | |
| C. Valenciana (102) |                                                                                   | Alquería de Tallarrós (Valencia)                                                                 | |
| C. Valenciana (102) |                                                                                   | Alquería del Rey (Valencia)                                                                      | |
| C. Valenciana (102) |                                                                                   | Tapia de la huerta del Monasterio de San Miguel de los Reyes (Valencia)                          | |
| C. Valenciana (102) |                                                                                   | Antigua estación del ferrocarril Játiva-Alcoy (Játiva)                                           | |
| C. Valenciana (102) |                                                                                   | Casa Palacio de los Sanz de Sorió (Játiva)                                                       | |
| C. Valenciana (102) |                                                                                   | Edificio Santiago Rusiñol nº 5 del conjunto de la Alquería de San Llorenç o de Albors (Valencia) | |
| C. Valenciana (102) |                                                                                   | Barraca del Coixo Navarro (Alboraya)                                                             | |
| C. Valenciana (102) |                                                                                   | Torre-campanario de Santa Tecla (Játiva)                                                         | |
| C. Valenciana (102) |                                                                                   | Casa-Palacio de Luís Cerdà (Játiva)                                                              | |
| C. Valenciana (102) |                                                                                   | Antigua sede del Teatre Escalante (Valencia)                                                     | |
| C. Valenciana (102) |                                                                                   | Grafiti histórico barco de la calle Bolsería nº35 (Valencia)                                     | |
| C. Valenciana (102) |                                                                                   | Antiguo horno de cal en el barrio de la Cruz Cubierta (Valencia)                                 | |
| C. Valenciana (102) |                                                                                   | Quinta de Nuestra Señora de las Mercedes o Casino del Americano (Valencia)                       | |
| C. Valenciana (102) |                                                                                   | Papelera de San Jorge (Játiva)                                                                   | |
| C. Valenciana (102) |                                                                                   | Murallas de Levante de la ciudad de Xàtiva (Játiva)                                              | |
| C. Valenciana (102) |                                                                                   | Antigua estación de FEVE de Nazaret (Valencia)                                                   | |
| C. Valenciana (102) |                                                                                   | Fuerte o fortín del Gorgol (Chelva)                                                              | |
| C. Valenciana (102) |                                                                                   | Alquería de Ponsa o Bondia (Valencia)                                                            | |
| C. Valenciana (102) |                                                                                   | Aqüeducte dels Arcs de Manises                                                                   | |
| C. Valenciana (102) |                                                                                   | Cine Metropol (Valencia)                                                                         | |
| C. Valenciana (102) |                                                                                   | Lienzo de la muralla almohade del Castillo de Játiva                                             | |
| C. Valenciana (102) |                                                                                   | Casa-Palacio Barón de Sacrolirio (Játiva)                                                        | |
| C. Valenciana (102) |                                                                                   | Baños árabes del Raval de Játiva                                                                 | |
| C. Valenciana (102) |                                                                                   | Molino Sarrampedra (Játiva)                                                                      | |
| C. Valenciana (102) |                                                                                   | Alquería de Burgos (Valencia)                                                                    | |
| C. Valenciana (102) |                                                                                   | Edificio modernista del parque de l'Hort de Feliu (Alginet)                                      | |
| C. Valenciana (102) |                                                                                   | Ermita de San Roque (Ayora)                                                                      | |
| C. Valenciana (102) |                                                                                   | Fábrica de hilados, trenzados y tejidos de yute de Pilar Casanova (Valencia)                     | |
| C. Valenciana (102) |                                                                                   | Monasterio de San José y Santa Teresa (Valencia)                                                 | |
| C. Valenciana (102) |                                                                                   | Docks Comerciales del puerto de Valencia (Valencia)                                              | |
| C. Valenciana (102) |                                                                                   | Torre y ermita de Sant Miquel de Corbera (Corbera)                                               | |
| C. Valenciana (102) |                                                                                   | Refectorio y claustro (alas norte, este y oeste) del antiguo convento de Sant Domènec (Játiva)   | |
| C. Valenciana (102) |                                                                                   | Alquería Beato Gaspar Bono (Valencia)                                                            | |
| C. Valenciana (102) |                                                                                   | Alquería Fonda (Valencia)                                                                        | |
| C. Valenciana (102) |                                                                                   | Molí dels Alters (Pueblo Nuevo)                                                                  | |
| C. Valenciana (102) |                                                                                   | Casa dels Frares (Guadasuar)                                                                     | |
| C. Valenciana (102) |                                                                                   | Alquería de Mantot (Valencia)                                                                    | |
| C. Valenciana (102) |                                                                                   | Alquería de Volante (Valencia)                                                                   | |

### Navarra
| C.F. de Navarra (25) | Navarra (25)                                                                                |
| C.F. de Navarra (25) | Real Fábrica de Armas de Orbaiceta (Orbaiceta)                                              |
| C.F. de Navarra (25) | Palacio de Urbasa (Valle de Yerri)                                                          |
| C.F. de Navarra (25) | Ermita de San Sebastián de Cintruénigo (Cintruénigo)                                        |
| C.F. de Navarra (25) | Ermita de Santa Colomba de Meoz (Meoz)                                                      |
| C.F. de Navarra (25) | Batán del Monasterio de Fitero (Fitero)                                                     |
| C.F. de Navarra (25) | Parroquia antigua de Santa Fe de Caparroso (Caparroso)                                      |
| C.F. de Navarra (25) | Palacio de los Condes de Lerín e iglesia de la Purificación (Baigorri, Oteiza de la Solana) |
| C.F. de Navarra (25) | Iglesia de San Bartolomé de Larrángoz (Larrángoz, Lónguida)                                 |
| C.F. de Navarra (25) | Iglesia de San Esteban de Villanueva (Villanueva, Puente la Reina)                          |
| C.F. de Navarra (25) | Iglesia de San Bartolomé de Amunarrizqueta (Amunarrizqueta, Leoz)                           |
| C.F. de Navarra (25) | Monasterio de Yarte (Lete, Iza)                                                             |
| C.F. de Navarra (25) | Iglesia de San Andrés de Bézquiz (Bézquiz)                                                  |
| C.F. de Navarra (25) | Iglesia de San Pedro de Lepuzáin (Lepuzáin, Olóriz)                                         |
| C.F. de Navarra (25) | Encomienda Hospitalaria de Echávarri. Caserío de Echávarri (Echávarri)                      |
| C.F. de Navarra (25) | Iglesia y recinto conventual de Aberin (Aberin)                                             |
| C.F. de Navarra (25) | Palacio cabo de armería de Viguria (Viguria, Guesálaz)                                      |
| C.F. de Navarra (25) | Iglesia de Santa María de Viguria (Viguria, Guesálaz)                                       |
| C.F. de Navarra (25) | Palacio cabo de armería e iglesia de Guenduláin (Guenduláin, Cendea de Cizur)               |
| C.F. de Navarra (25) | Ermita de San Miguel de Abaurrea Alta (Abaurrea Alta)                                       |
| C.F. de Navarra (25) | Ermita de Nuestra Señora de los Remedios (Sesma)                                            |
| C.F. de Navarra (25) | Ermita de San Andrés de Longar (Viana)                                                      |
| C.F. de Navarra (25) | Presa de Santa Engracia (Pamplona)                                                          |
| C.F. de Navarra (25) | Palacio de Ustés del Señorío de Burdaspal (Ustés)                                           |
| C.F. de Navarra (25) | Monasterio de Santa Gema (Labeaga)                                                          |
| C.F. de Navarra (25) | Iglesia de San Andrés (Aristu, Urraúl Alto)                                                 |

### Cantabria
| Cantabria (60) | Cantabria (59)                                                       | Cantabria (59)                                                             | Cantabria (59)                                                                          | Cantabria (59)                                                              |
| Cantabria (60) | Casa de Don Juan Cosme de Albo (Limpias)                             | Urogallo cantábrico (Tetrao urogallus cantabricus) (Cordillera cantábrica) | Casa Torre de Palacio (Limpias)                                                         | Castillo de Montehano (Escalante)                                           |
| Cantabria (60) | Iglesia Rupestre de San Juan de Socueva (Arredondo)                  | Palacio de Revillagigedo (Ramales de la Victoria)                          | Palacio del Condestable (Colindres)                                                     | Puebla Vieja de Laredo (Laredo)                                             |
| Cantabria (60) | Torre de los Velasco (Quintana)                                      | Palacio de los Bracho (Barrio "El Palacio", Ruiseñada, Comillas)           | Torres de Campo (Bores)                                                                 | Bahía de Santander (Santander)                                              |
| Cantabria (60) | Palacio de Ceballos (Argomilla de Cayón)                             | Torre de los Ríos (Espinilla)                                              | Casa-solar de Cubillas-Vélez de Hontanilla (Ajo, Bareyo)                                | Palacio de Zorrilla San Martín (Valle, Ruesga)                              |
| Cantabria (60) | Real Fábrica de Artillería de la Cavada (La Cavada, Riotuerto)       | Convento de Santa Cruz (Santander)                                         | Palacio de La Busta (Las Presillas)                                                     | Antiguo Hospital Militar de Santoña (Santoña)                               |
| Cantabria (60) | Lazareto de Abaño (Abaño)                                            | Antiguas escuelas de Terán                                                 | Caserío Redondo (San Martín de Quevedo)                                                 | Torre de Cadalso (Valderredible)                                            |
| Cantabria (60) | Palacio de la Chamberga (Santillana del Mar)                         | Sanatorio del Doctor Diego Madrazo (Vega de Pas)                           | Castillo de Corbanera (Monte)                                                           | Torre de Hoyos (Villanueva de la Peña, Mazcuerras)                          |
| Cantabria (60) | Cargadero de mineral de Dícido (Castro-Urdiales)                     | Torre de Alvarado (Voto)                                                   | Torre y palacio de Calderón de la Barca (Viveda)                                        | Torre de Rigada en Anero (Sota)                                             |
| Cantabria (60) | Conjunto torre y casas solariegas de Vendejo (Vendejo, Pesaguero)    | El paredón de la Torre de San Telmo (Santillana del Mar)                   | Casa Torre de los Cossío Barreda (Reinosilla, Valdeolea)                                | Casa de Pantaleón Alvear (San Pantaleón de Aras)                            |
| Cantabria (60) | Castillo de Allendelagua (Allendelagua, Castro Urdiales)             | Ermita de San Vicente del Campo (La Herrán, Liérganes)                     | Sanatorio de la Isla de Pedrosa (Isla de Pedrosa)                                       | Palacio de Hoyas (Entrambasaguas)                                           |
| Cantabria (60) | Casa de la Llana (Zurita, Piélagos)                                  | Torre de Rebollar (Arnuero)                                                | Casa-Torre de Velarde (Santillana del Mar)                                              | Casa palacio de Bustamante Rueda (Alceda)                                   |
| Cantabria (60) | Ermita de Cintul (Cos, Mazcuerras)                                   | Molino de marea de San Juan de la Canal (Santa Cruz de Bezana)             | Casa de la Puente (Palacio, Valle de Villaverde)                                        | Conjunto arquitectónico de Ceballos Riaño (Argomilla, Santa María de Cayón) |
| Cantabria (60) | Palacio de los Condes de Mortera (Piélagos)                          | Molino de Anaz (Anaz, Medio Cudeyo                                         | Milla Medida de Islares (Castro Urdiales)                                               | Casa de Arbitrios Provinciales (Soba)                                       |
| Cantabria (60) | Ferrería La Pendía (La Ferrería, Bustasur, Las Rozas de Valdearroyo) | Molino harinero de El Ronzón (Sancibrián, Santa Cruz de Bezana)            | Ermita de Jesús, María y José (Liendo)                                                  | Portalada de la antigua Casa de Salud Valdecilla (Maliaño)                  |
| Cantabria (60) | Molino de Romano (Galizano, Ribamontán al Mar)                       | Casa torre de Diego Cacho (Laredo)                                         | Pinturas murales de la Ermita de Nuestra Señora de la Concepción y San Sebastián (Riva) | Torre de Cobejo (Cobejo, Molledo)                                           |
| Cantabria (60) | Casa Rosales (Cueto, Santander)                                      | Casa de La Hoya (Argoños)                                                  |                                                                                         |                                                                             |

### Castilla-La Mancha
| Castilla-La Mancha (130) | Albacete (12)                                          | Ciudad Real (16)                                                               | Cuenca (15) | Guadalajara (39)                                                         | Toledo (48)                                                                                           |
| Castilla-La Mancha (130) | Castillo de La Encomienda (Socovos)                    | Molinos hidráulicos del alto Guadiana (Miguelturra, Picón,Corral de Calatrava) | Castillejo de Luján (Saelices)                                                                                     | Monasterio de Santa María de Ovila (Trillo)                              | Palacio del Gran Comendador de la Orden de San Juan de Jerusalén en España (Madridejos)               |
| Castilla-La Mancha (130) | Torre almohade de Isso (Hellín)                        | Puente del Molino Carrillo (Malagón)                                           | Convento del Rosal (Priego)                                                                                        | Monasterio de Sopetrán (Hita)                                            | Castillo de Almonacid de Toledo (Almonacid de Toledo)                                                 |
| Castilla-La Mancha (130) | Torre del Castellar de Sierra (Tobarra)                | Casa-Mirador de Azuer (Manzanares)                                             | Castillo de Haro (Villaescusa de Haro)                                                                             | Castillo de Pelegrina (Pelegrina)                                        | Castillo de Casarrubios del Monte (Casarrubios del Monte)                                             |
| Castilla-La Mancha (130) | Acueducto de Albatana                                  | Castillo de Alhambra (Alhambra)                                                | Hospital de San Andrés (Belmonte)                                                                                  | Castillo de Torresaviñán (Torremocha del Campo)                          | Castillo de Guadalerzas (Los Yébenes)                                                                 |
| Castilla-La Mancha (130) | Estación de Chinchilla (Chinchilla de Montearagón)     | Castillo de Caracuel (Caracuel de Calatrava)                                   | Iglesia del antiguo colegio de Jesuitas o iglesia Real de San Nicolás de Medina de Huete (Huete)                   | Convento de San Francisco (Atienza)                                      | Castillo de Rivadeneyra (Caudilla)                                                                    |
| Castilla-La Mancha (130) | Torre de Haches (Bogarra)                              | Cuevas-Bodega de Tomelloso                                                     | Palacio de los Gosálbez (Casas de Benítez)                                                                         | Iglesia de la Asunción (Villaescusa de Palositos)                        | Iglesia de Santo Domingo (Caudilla)                                                                   |
| Castilla-La Mancha (130) | Casa Palacio de los Salazar (Hellín)                   | Fábrica de Harinas (Manzanares)                                                | Casa de los Linajes de los Salcedo (Huete)                                                                         | Monasterio de Bonaval (Retiendas)                                        | Castillo de Montalbán (San Martín de Montalbán)                                                       |
| Castilla-La Mancha (130) | Torre Grande de Almansa                                | Castillo de Salvatierra (Calzada de Calatrava)                                 | Castillo de Santiago de la Torre (San Clemente)                                                                    | Monasterio de la Salceda (Peñalver y Tendilla)                           | Necrópolis Medieval de Toledo                                                                         |
| Castilla-La Mancha (130) | Yacimiento del Cerro de los Cuchillos (Almansa)        | Puente de hierro sobre el río Valdeazogues (Chillón)                           | Palacio Tello de Meneses o Casa Sandoval (Pozoamargo)                                                              | Monasterio de Santa Ana (Tendilla)                                       | Castillo de Oreja (Ontígola)                                                                          |
| Castilla-La Mancha (130) | Torre de Gorgojí (Alcaraz)                             | Puente sobre el río Gigüela (Arenas de San Juan)                               | Iglesia de la Virgen de la Luz (Cuenca)                                                                            | Monasterio de San Salvador de Pinilla (Jadraque)                         | Ermita de Santa Ana de El Toboso                                                                      |
| Castilla-La Mancha (130) | Baños Árabes de Chinchilla (Chinchilla de Montearagón) | Pinturas de la capilla de los Orduña del convento de la Encarnación (Almagro)  | Arco de Jamete (Cuenca)                                                                                            | Monasterio de San Blas (Villaviciosa de Tajuña)                          | Iglesia de Ntra. Sra. del Castillo y recinto fortificado del Cerro del Castillo (Castillo de Bayuela) |
| Castilla-La Mancha (130) | Ruinas del balneario La Pestosa (Tobarra)              | Fábricas de Luz de las Lagunas de Ruidera (Ruidera)                            | Minas de sal romanas de Salinas del Manzano                                                                        | Convento de Jesús del Monte (Loranca de Tajuña)                          | Casa Palacio del S. XVIII de Borox                                                                    |
| Castilla-La Mancha (130) |                                                        | Casa del Manifiesto (Manzanares)                                               | Edificio de la calle de los Tintes de Cuenca (Cuenca)                                                              | Palacio del Virrey Valdés (Molina de Aragón)                             | Casa Rincón de Borox                                                                                  |
| Castilla-La Mancha (130) |                                                        | Torre de Abraham (Retuerta del Bullaque)                                       | Iglesia parroquial de Santa María Magdalena (Poyatos)                                                              | Casa fuerte de La Bujeda (Traíd)                                         | Río Tajo a su paso por Toledo                                                                         |
| Castilla-La Mancha (130) |                                                        | Palacio de los Marqueses de Torremejía (Granátula de Calatrava)                | Depósitos de agua, muelle de carga y descarga de mercancías y cargador de ganado de ovino de la estación de Cuenca | Iglesia de Querencia (Siguenza)                                          | Torre o torreón de Alfarach (Toledo)                                                                  |
| Castilla-La Mancha (130) |                                                        | Puente de Baebio Publio Venusto (Granátula de Calatrava)                       | | Salinas de Imón (Siguenza)                                               | Castillo de Carabanchel o Monreal (Dosbarrios)                                                        |
| Castilla-La Mancha (130) |                                                        |                                                                                | | Convento de la Concepción (Almonacid de Zorita)                          | Puente Romano La Canasta (San Martín de Montalbán)                                                    |
| Castilla-La Mancha (130) |                                                        |                                                                                | | Poblado de Villaflores (Guadalajara)                                     | Castillo de Peñas Negras (Mora)                                                                       |
| Castilla-La Mancha (130) |                                                        |                                                                                | | Ermita de la Soledad (Horna)                                             | Torre y castillo de Malamoneda (Hontanar)                                                             |
| Castilla-La Mancha (130) |                                                        |                                                                                | | Ermita de la Soledad (Campillo de Dueñas)                                | Castillo de Santisteban (San Martín de Pusa)                                                          |
| Castilla-La Mancha (130) |                                                        |                                                                                | | Convento de Jesús del Monte (Loranca de Tajuña)                          | Antiguo Colegio de Gramáticos (Cuerva)                                                                |
| Castilla-La Mancha (130) |                                                        |                                                                                | | Alcázar Real de Guadalajara                                              | Castillo de Villalba (Cebolla)                                                                        |
| Castilla-La Mancha (130) |                                                        |                                                                                | | Convento Carmelita de Budia                                              | Torre de Azuqueca (Consuegra)                                                                         |
| Castilla-La Mancha (130) |                                                        |                                                                                | | Fábrica La Hispano-Suiza Guadalajara                                     | Castillo de Peñaflor (Cuerva)                                                                         |
| Castilla-La Mancha (130) |                                                        |                                                                                | | Castillo de Anguix (Sayatón)                                             | Yacimiento Vega Baja de Toledo                                                                        |
| Castilla-La Mancha (130) |                                                        |                                                                                | | Convento de Santa Clara (Alcocer)                                        | Taray de Safont (Toledo)                                                                              |
| Castilla-La Mancha (130) |                                                        |                                                                                | | Ermita de la Virgen de la Carrasca (Rillo de Gallo)                      | Capilla de San Roque Amador / Cárcel de la Santa Hermandad (Talavera de la Reina)                     |
| Castilla-La Mancha (130) |                                                        |                                                                                | | Casa del Cid (Castejón de Henares)                                       | Palacio de los Fernández Alejo o Palacio de las Torres (Tembleque)                                    |
| Castilla-La Mancha (130) |                                                        |                                                                                | | Iglesia Nuestra Señora de la Blanca (Matillas)                           | Edificio Tresku (Talavera de la Reina)                                                                |
| Castilla-La Mancha (130) |                                                        |                                                                                | | Herrería de Peralejos y casona (Peralejos de las Truchas)                | Ermita de Santa Ana (Lagartera)                                                                       |
| Castilla-La Mancha (130) |                                                        |                                                                                | | Iglesia de Santo Domingo de Guzmán (Fraguas)                             | Castillo de Gálvez/ Los Castillos (Gálvez)                                                            |
| Castilla-La Mancha (130) |                                                        |                                                                                | | Ermita Virgen de la Soledad (El Atance)                                  | Castillo de Calaña (Albarreal de Tajo)                                                                |
| Castilla-La Mancha (130) |                                                        |                                                                                | | Los Rodiles, oppidum celtibérico (Cubillejo de la Sierra)                | Iglesia de San Miguel (Talavera de la Reina)                                                          |
| Castilla-La Mancha (130) |                                                        |                                                                                | | Iglesia de Nuestra Señora de la Asunción (Trijueque)                     | Alcoholera de Ayuso (Villacañas)                                                                      |
| Castilla-La Mancha (130) |                                                        |                                                                                | | Antigua fábrica de papel de Los Heros (Mandayona)                        | Casa de Postas de Tembleque                                                                           |
| Castilla-La Mancha (130) |                                                        |                                                                                | | Puente Colgado de Azuqueca (Azuqueca de Henares)                         | Ermita de San Isidro (La Guardia)                                                                     |
| Castilla-La Mancha (130) |                                                        |                                                                                | | Convento de la Concepción de la Madre de Dios (Tamajón)                  | Convento de San Ildefonso (Talavera de la Reina)                                                      |
| Castilla-La Mancha (130) |                                                        |                                                                                | | Poblado de la antigua Leprosería de Trillo                               | Ferrerías de San José del Mazo (Los Navalucillos)                                                     |
| Castilla-La Mancha (130) |                                                        |                                                                                | | Laboratorio de los Ingleses Guadalajara                                  | Castillo de Olmos (El Viso de San Juan)                                                               |
| Castilla-La Mancha (130) |                                                        |                                                                                | | Ermita de la Virgen de los Llanos (Hontoba)                              | Convento de los Capuchinos (Los Navalmorales)                                                         |
| Castilla-La Mancha (130) |                                                        |                                                                                | | Casa fuerte de Vega de Arias (Tierzo)                                    | Antigua Casa de Postas (Talavera de la Reina)                                                         |
| Castilla-La Mancha (130) |                                                        |                                                                                | | Silos de la Atalaya (Villacañas)                                         | |
| Castilla-La Mancha (130) |                                                        |                                                                                | | Monasterio Jerónimo de Santa Catalina (Talavera de la Reina)             | |
| Castilla-La Mancha (130) |                                                        |                                                                                | | Molino de Calancho (Los Navalmorales)                                    | |
| Castilla-La Mancha (130) |                                                        |                                                                                | | Plaza de Toros de Quintanar de la Orden                                  | |
| Castilla-La Mancha (130) |                                                        |                                                                                | | Iglesia del convento de Franciscanos Descalzos (El Puente del Arzobispo) | |
| Castilla-La Mancha (130) |                                                        |                                                                                | | Casa de la Tercia (San Martín de Pusa)                                   | |
| Castilla-La Mancha (130) |                                                        |                                                                                | | Tenerías de San Sebastián (Toledo)                                       | |

### Castilla y León
| Castilla y León (432) | Ávila (18)                                                                         | Burgos (73)                                                                                         | León (61)                                                                                       | Palencia (82) | Salamanca (59)                                                                              |
| Castilla y León (432) | Palacio de Valdeláguila (Arévalo)                                                  | Ermita de Castarruyo (Sandoval de la Reina)                                                         | Puente medieval de Pedrosa del Rey (Embalse de Riaño)                                           | Casa del Cordón (Valdecañas de Cerrato)                                                                            | Castillo de Cerralbo (Cerralbo)                                                             |
| Castilla y León (432) | Convento de Santa María de Jesús (Ávila)                                           | Ermita de Santa Brígida (Villanueva de Odra)                                                        | Castillo de Cea (Cea)                                                                           | Castillo de Castrillo de Villavega (Castrillo de Villavega)                                                        | Convento de la Casa Baja (El Maíllo)                                                        |
| Castilla y León (432) | Convento de Santo Domingo (Piedrahíta)                                             | Iglesia de San Martín de Tours (Villahizán de Treviño)                                              | Casa natal de Enrique Gil y Carrasco (Villafranca del Bierzo)                                   | Castillo de los Condes de Saldaña (Saldaña)                                                                        | Fortín Romano (La Calzada de Béjar)                                                         |
| Castilla y León (432) | Colegio de Santiago de la Compañía de Jesús (Arévalo)                              | Iglesia de Santa María (Padilla de Arriba)                                                          | Castillo de los Bazán (Palacios de la Valduerna)                                                | Castillo de los Enríquez (Hornillos de Cerrato)                                                                    | Monasterio de La Caridad (Sanjuanejo)                                                       |
| Castilla y León (432) | Monasterio de Nuestra Señora del Risco (Amavida )                                  | Iglesia de San Pedro Apóstol (Albacastro)                                                           | Casa señorial de La Veguellina (Quintana del Castillo)                                          | Castillo de Torremormojón (Torremormojón)                                                                          | Monasterio de Nuestra Sra. de Gracia (San Martín del Castañar)                              |
| Castilla y León (432) | Palacio de los Sedeño (Arévalo)                                                    | Ermita de Santa Brígida de Villanueva de Odra (Villanueva de Odra)                                  | Castillo de Villapadierna (Villapadierna)                                                       | Castro cántabro de La Loma (Santibáñez de la Peña)                                                                 | Palacio de Don Juan de Toledo (Mancera de Abajo)                                            |
| Castilla y León (432) | Iglesia de Ntra. Sra. del Rosario de Villar de Matacabras (Villar de Matacabras)   | Torre de los Velasco (Espinosa de los Monteros)                                                     | Castillo de Benar (El Castillo)                                                                 | Convento de San Francisco (Palenzuela)                                                                             | Castillo de Alberguería de Argañán (La Alberguería de Argañán)                              |
| Castilla y León (432) | Corredor del Adaja (Comarca de Tierra de Arévalo y La Moraña)                      | Monasterio de Nuestra Señora de los Valles (Torresandino)                                           | Castillo de Altafría o de Villalobos (Valderas)                                                 | Ermita de Santa Marina (Belmonte de Campos)                                                                        | Granja agustina de La Flecha (Cabrerizos)                                                   |
| Castilla y León (432) | Muralla de Arévalo (Arévalo)                                                       | Monasterio de Nuestra Señora de los Lirios de Alveinte (Monasterio de la Sierra)                    | Iglesia de San Román de Bécares (Alija del Infantado)                                           | Ermita de San Jorde (La Vid de Ojeda)                                                                              | Convento de Santa Marina La Seca (Sobradillo)                                               |
| Castilla y León (432) | Presa romana del río Arevalillo (Nava de Arévalo)                                  | Palacio de las Torres (Cadiñanos)                                                                   | Yacimiento romano “Ad Legionem VII Geminam” (Puente Castro)                                     | Iglesia de Ntra. Sra. de las Nieves (Villafruela)                                                                  | Capilla de Nuestra Señora de la Misericordia (Salamanca)                                    |
| Castilla y León (432) | El Torrejón (Orbita)                                                               | Monasterio de Santa María la Imperial (Obarenes)                                                    | Monasterio de Santa María de Trianos (Villamol)                                                 | Palacio de los Acuña, Condes de Buendía (Dueñas)                                                                   | Iglesia de San Fabián y San Sebastián (Casas de Monleón, Endrinal)                          |
| Castilla y León (432) | Muralla y castillo-palacio de Bonilla de la Sierra                                 | Torre de Bonifaz (Lomana)                                                                           | Casona-Palacio de los Álvarez Carballo (Orallo)                                                 | Iglesia de San Miguel (San Mamés de Zalima)                                                                        | Torreón de Guijuelo                                                                         |
| Castilla y León (432) | Palacio de Don Pedro del Águila (Ávila)                                            | Torre de los Sánchez de Velasco (Berberana)                                                         | Real Monasterio de Santa María de Nogales (San Esteban de Nogales)                              | Iglesia y necrópolis medieval de Navas de Sobremonte (Navas de Sobremonte)                                         | Dolmen de la Ermita (Sahelicejos, Villar de Peralonso)                                      |
| Castilla y León (432) | Castillo de Torralba (Cisla)                                                       | Iglesia de San Román de Fuente Humorera (Valle de Manzanedo)                                        | Locomotoras de vapor de MSP (Ponferrada)                                                        | Monasterio de San Román de Entrepeñas (Santibáñez de la Peña)                                                      | Castillo de Cespedosa de Tormes                                                             |
| Castilla y León (432) | Molino de los Méndez (Mijares)                                                     | Castillo palacio de Hormaza (Hormaza)                                                               | Conjunto Industrial del Pozo de Ibarra (La Pola de Gordón)                                      | Monasterio de San Salvador de Nucales (Nogal de las Huertas)                                                       | Castillo de Tejeda y Segoyuela                                                              |
| Castilla y León (432) | Despoblado de Las Torres (Gavilanes)                                               | Puente de San Pedro de Royales (Valtierra de Riopisuerga)                                           | Cercas Medievales de León (León)                                                                | Iglesia de San Agustín de Dueñas (Dueñas)                                                                          | Castillo de Santa Cruz (Navagallega, Membribe de la Sierra)                                 |
| Castilla y León (432) | Castañar de El Tiemblo (El Tiemblo)                                                | Casa palacio de La Lastra (Linares de Bricia)                                                       | Iglesia de San Pedro de Villarino (Manzanedo de Valdueza)                                       | Monasterio de Santa María de la Vega (Renedo de la Vega)                                                           | Colegio Menor Pan y Carbón (Salamanca)                                                      |
| Castilla y León (432) | Torreón de la Puebla de Valderrábanos (Velayos)                                    | Convento de San Francisco (Burgos)                                                                  | Torre de la Iglesia de San Esteban (Cea)                                                        | Iglesia de San Miguel de Becerril de Campos                                                                        | Ermita Templaria de Sepúlveda de Yeltes (Martín de Yeltes - Castraz)                        |
| Castilla y León (432) |                                                                                    | Puentes medievales de Sasamón (Sasamón)                                                             | Iglesia de Santa Eugenia de Quintana de la Peña                                                 | Castillo de Paradilla del Alcor                                                                                    | Colegio de Carvajal (Salamanca)                                                             |
| Castilla y León (432) |                                                                                    | Iglesia de San Miguel Arcángel de Tabanera (Castrojeriz)                                            | Villa romana de Los Villares (Quintana del Marco)                                               | Castro de Monte Bernorio (Villarén de Valdivia)                                                                    | Hospital antiguo de Guadramiro                                                              |
| Castilla y León (432) |                                                                                    | Arco de San Miguel de Mazarreros (Sasamón)                                                          | Ermita-santuario de Santa Catalina de Cabrera de Almanza                                        | Iglesia Parroquial de San Vicente (Revilla de Campos)                                                              | Molinos de agua de Villaseco de los Gamitos                                                 |
| Castilla y León (432) |                                                                                    | Torre de Castrobarto (Castrobarto, Junta de Traslaloma)                                             | Fuente de Valdepolo                                                                             | Ermita de San Juan de Otero (Palencia)                                                                             | La Sacristía de Camporredondo (Villar de Ciervo)                                            |
| Castilla y León (432) |                                                                                    | Iglesia de San Félix de Oca (Villafranca Montes de Oca)                                             | Calzada Romana del Esla                                                                         | Iglesia de Nuestra Señora de la Asunción (Villamelendro de Valdavia)                                               | Iglesia de Riolobos (El Campo de Peñaranda)                                                 |
| Castilla y León (432) |                                                                                    | Ermita de la Blanca (Hoyuelos de la Sierra, Salas de los Infantes)                                  | Iglesia de San Vicente Mártir de Farballes                                                      | Castillo de Palenzuela                                                                                             | Iglesia de Espino de los Doctores                                                           |
| Castilla y León (432) |                                                                                    | San Miguel de Tamayo (Tamayo)                                                                       | Puente Blanco de Villahibiera (Valdepolo)                                                       | Iglesia de San Martín de Tours (Frómista)                                                                          | Castillo de Carpio-Bernardo (Carpio-Bernardo, Villagonzalo de Tormes)                       |
| Castilla y León (432) |                                                                                    | Iglesia Parroquial de San Esteban de Sáseta (Sáseta, Condado de Treviño)                            | Casa forestal del monte de Riocamba, de Cea y Valdavida                                         | Central hidroeléctrica (Ribas de Campos)                                                                           | Iglesia de San Miguel Arcángel (Tirados de la Vega)                                         |
| Castilla y León (432) |                                                                                    | Iglesia y Palacio de La Revilla (Merindad de Valdeporres)                                           | Fábrica de resinas de Nogarejas (Castrocontrigo)                                                | Ermita de la Virgen del Rosario de Grijera (Aguilar de Campoo)                                                     | Iglesia Parroquial de San Miguel (Encina de San Silvestre)                                  |
| Castilla y León (432) |                                                                                    | Monasterio de Santa María la Real de Vileña (Vileña)                                                | Iglesia de San Bartolomé y Casa del Cura (Ferradillo, Priaranza del Bierzo)                     | Fábrica de harinas-central hidroeléctrica de las esclusas 31 y 32 del Canal de Castilla (Palencia)                 | Casa de la Cofradía de Santa Cruz y Santa Elena (Ciudad Rodrigo)                            |
| Castilla y León (432) |                                                                                    | Iglesia de San Juan Bautista en Quintanilla del Monte en Juarros (Quintanilla del Monte en Juarros) | Casa del Marqués de Campo Villar (Dehesa de Bécares, Alija del Infantado)                       | Ermita Virgen del Amparo (Villavega de Aguilar, Aguilar de Campoo)                                                 | Castillo de Buenamadre (Buenamadre)                                                         |
| Castilla y León (432) |                                                                                    | Claustro del Convento de Santa Clara (Briviesca)                                                    | Iglesia parroquial de Santa Lucía (Ponferrada)                                                  | Parroquia de Santa Bárbara (Vallejo de Orbó, Brañosera)                                                            | Iglesia de Peñaflor (El Tejado)                                                             |
| Castilla y León (432) |                                                                                    | Conjunto monumental Iglesia de San Saturnino y Ermita de Nuestra señora del Campo (Carrias)         | Iglesia de San Miguel de Crémenes                                                               | Ermita de San Roque (Dehesa de Romanos)                                                                            | Ermita de Cuadrilleros (Ledesma)                                                            |
| Castilla y León (432) |                                                                                    | Iglesia de la Natividad de Nuestra Señora de Valdearnedo (Carcedo de Bureba)                        | Molino de Doña Concepción Arenal (Villamartín de Don Sancho)                                    | Ermita de San Pelayo y Soto Mazuelas (Valderrábano)                                                                | Iglesia de San Pedro de Carrascalejo Viejo o de Huebra (Carrascalejo de Huebra, La Sagrada) |
| Castilla y León (432) |                                                                                    | Castillo de Lara de los Infantes (Lara de los Infantes)                                             | Colmenares de adobe y tapial del Alto Valderaduey (Renedo de Valderaduey)                       | Esclusa nº15 del Canal de Castilla (Osorno la Mayor)                                                               | Iglesia de Otero de María Asensio (Calvarrasa de Arriba)                                    |
| Castilla y León (432) |                                                                                    | Monasterio de Fresdelval (Burgos)                                                                   | Casona palacio de los Allende (Burón)                                                           | Estación de Ferrocarril de Las Cabañas de Castilla                                                                 | Castillo y muralla de Salvatierra de Tormes                                                 |
| Castilla y León (432) |                                                                                    | Capilla del Sagrario o Trasagrario (Briviesca)                                                      | Ermita de San Roque de La Mata de la Riva (Vegaquemada)                                         | Iglesia de Boedo de Castrejón                                                                                      | Castillo de Villar de Leche (Endrinal)                                                      |
| Castilla y León (432) |                                                                                    | Penal de Valdenoceda (Valdenoceda)                                                                  | Barrio ferroviario de San Andrés: pabellones y estación del Oeste (Astorga)                     | Ermita de Nuestra Señora del Castillo (Boada de Campos)                                                            | Estación de ferrocarril de Fuentes de Béjar                                                 |
| Castilla y León (432) |                                                                                    | Torreón de los Gallo (Arcos de la Llana, Villariezo)                                                | Priorato de Santa María de Valdediós (La Vega de Boñar, Boñar)                                  | Fábrica La Azucarera Palentina (Villamuriel de Cerrato)                                                            | Real Fábrica de Paños de Béjar (Béjar)                                                      |
| Castilla y León (432) |                                                                                    | Iglesia de San Julián de Ovilla (Ovilla, Valle de Mena)                                             | Poblado Minero de Peña del Seo (Cadafresnas, Corullón)                                          | Almacén de la dársena del Canal de Castilla en Palencia                                                            | Iglesia vieja de Membribe de la Sierra                                                      |
| Castilla y León (432) |                                                                                    | Ermita de Nuestra Señora de Domo David (Rebolledillo de la Orden)                                   | Complejo ferroviario de La Placa (Ponferrada)                                                   | Molino de las Once Paradas (Palencia)                                                                              | Castillo de Tamames                                                                         |
| Castilla y León (432) |                                                                                    | Iglesia de San Miguel de Cortiguera (Cortiguera)                                                    | Conjunto de la estación de ferrocarril de Cuevas del Sil (Palacios del Sil)                     | Alcoholera de Palencia (Palencia)                                                                                  | Escudos del Palacio del Duque de la Roca (Salamanca)                                        |
| Castilla y León (432) |                                                                                    | Elementos industriales del Campo petrolífero de La Lora (Sargentes de la Lora)                      | Estación de ferrocarril de Palacios del Sil (Palacios del Sil)                                  | Ermita románica del cementerio viejo (Cubillas de Cerrato)                                                         | Casa del licenciado Andrés López de Talavera (Ciudad Rodrigo)                               |
| Castilla y León (432) |                                                                                    | Iglesia y pila bautismal de San Cipriano (Quintanilla-Colina)                                       | Puente de Villalfeide (Matallana de Torío)                                                      | Estación del "tren burra" de Villamartín de Campos                                                                 | Convento franciscano de Tejeda (Tejeda y Segoyuela)                                         |
| Castilla y León (432) |                                                                                    | Iglesia de San Martín de Céspedes (Céspedes)                                                        | Ferrería de Serviz (Barjas)                                                                     | Harinera de Grijota                                                                                                | Torreón de Santibáñez de Béjar                                                              |
| Castilla y León (432) |                                                                                    | Palacio de los Isla (Villalaín)                                                                     | Iglesia de la Asunción de Nuestra Señora (Villacé, Villamañán)                                  | Harinera de Campos Los Ángeles y complejo ferroviario (Castromocho)                                                | Iglesia románica de Santibáñez del Río (Doñinos de Salamanca)                               |
| Castilla y León (432) |                                                                                    | Ruinas del Monasterio de San Francisco (Castrojeriz)                                                | Dieciséis cortines de Fonfría (Torre del Bierzo)                                                | Pinturas de la ermita de Nuestra Señora de la Piedad (Herrera de Pisuerga)                                         | Convento de Nuestra Señora de los Ángeles (Cerralbo)                                        |
| Castilla y León (432) |                                                                                    | Espadaña de Torremoronta (Santa María del Campo)                                                    | Iglesia de Santa Ana de La Bustarga (Vega de Espinareda)                                        | La Venta de Valdemudo (Becerril de Campos)                                                                         | Iglesia vieja de Aldehuela de la Bóveda                                                     |
| Castilla y León (432) |                                                                                    | Iglesia de El Salvador (Cubillo del Butrón)                                                         | Ferrería de A Portela de Valcarce (Vega de Valcarce)                                            | Harinera de Villamuriel de Cerrato "La Palentina" (Villamuriel de Cerrato)                                         | Chalet del paseo de la Estación (Salamanca)                                                 |
| Castilla y León (432) |                                                                                    | Castillo de Rojas (Rojas)                                                                           | Lavadero cargue de Victoriano González (Santa Cruz del Sil, Páramo del Sil)                     | Fábrica de harinas y vivienda de la esclusa nº 2 del Ramal de Campos del Canal de Castilla (Capillas)              | Casa de los Ybarra o Pacheco de la Puebla (Ciudad Rodrigo)                                  |
| Castilla y León (432) |                                                                                    | Antigua botica de Barbadillo del Mercado                                                            | Conjunto minero-industrial de los lavaderos de La Recuelga (Santa Cruz del Sil, Páramo del Sil) | Harinera La Estrella de Castilla (Dueñas)                                                                          | Edificio de las Tres Culturas (Salamanca)                                                   |
| Castilla y León (432) |                                                                                    | Horno de fundición de Huerta de Abajo (Valle de Valdelaguna)                                        | Iglesia de San Martín (Valdavido, Truchas)                                                      | Harinera del Serrón y conjunto de bienes vinculados (Grijota)                                                      | Palacio del Marqués de Caballero (Aldeadávila de la Ribera)                                 |
| Castilla y León (432) |                                                                                    | Castillo de Coruña del Conde                                                                        | Ermita de San Roque (Valdavido, Truchas)                                                        | Telégrafo óptico Alto de la Frausilla. Torre 20 línea de Castilla. (Dueñas)                                        | Casa de Salvador San José (Salamanca)                                                       |
| Castilla y León (432) |                                                                                    | Castillo-fortaleza de Torregalindo                                                                  | Cueva de San Martín (Villamoros de las Regueras)                                                | Telégrafo óptico de Tariego. Torre 21 línea de Castilla. (Tariego de Cerrato)                                      | Fábrica de ladrillos de Babilafuente                                                        |
| Castilla y León (432) |                                                                                    | Órgano de la iglesia de San Martín (Briviesca)                                                      | Ermita del Bendito Cristo (Valverde de la Sierra)                                               | Estación de ferrocarril de Villaumbrales                                                                           | Acueducto de San Giraldo (Ciudad Rodrigo)                                                   |
| Castilla y León (432) |                                                                                    | Torre de telégrafo óptico (Bugedo)                                                                  | Central Térmica de Compostilla II (Cubillos del Sil)                                            | Castillo de Castil de Vela                                                                                         | Puente de Aldealama (San Cristóbal de la Cuesta)                                            |
| Castilla y León (432) |                                                                                    | Ermita Nuestra Señora de Uralde (Araico-Grandival, Condado de Treviño)                              | Ermita de Santa Marina (Celada de la Vega)                                                      | Almacenes del embarcadero del Canal de Castilla en Fuentes de Nava                                                 | Puente de Calzadilla la Valmuza (Carrascal de Barregas)                                     |
| Castilla y León (432) |                                                                                    | Ermita románica de San Juan Bautista (Revilla del Campo)                                            | Castillo de Alba (Llanos de Alba)                                                               | Vivienda del esclusero y entornos de la esclusa nº5 del Ramal de Campos del Canal de Castilla (Belmonte de Campos) | Palacio de la Encomienda (Zamayón)                                                          |
| Castilla y León (432) |                                                                                    | Restos del Monasterio de San Cristóbal de Ibeas (San Millán de Juarros)                             | Conjunto de la estación de ferrocarril de Matarrosa del Sil (Toreno)                            | Almacenes y vivienda de la esclusa nº 4 del Ramal de Campos del Canal de Castilla (Castil de Vela)                 | Aceña de San Jerónimo o del Cabildo (Salamanca)                                             |
| Castilla y León (432) |                                                                                    | Órgano barroco de la iglesia de San Martín de Busto de Bureba                                       | Pozos de Colinas o de Camposagrado (Benllera, Carrocera)                                        | Puente medieval de Reinoso de Cerrato                                                                              | Estación de ferrocarril de Ledrada                                                          |
| Castilla y León (432) |                                                                                    | Monasterio de San Francisco de los Reyes (Lerma)                                                    | Parroquia de San Salvador (San Justo de los Oteros, Corbillos de los Oteros)                    | Torre medieval de Villanueva de la Torre                                                                           | Castillo de Castillejo de Azaba (Puebla de Azaba)                                           |
| Castilla y León (432) |                                                                                    | Castillo de Rebolledo de la Torre                                                                   | Puente de Villafer (Villaquejida)                                                               | La Venta de Baños (Venta de Baños)                                                                                 |                                                                                             |
| Castilla y León (432) |                                                                                    | Ermita de la Virgen del Sol (Piedrahita de Muñó)                                                    |                                                                                                 | Restos del convento de Santa Coloma (Hontoria de Cerrato)                                                          |                                                                                             |
| Castilla y León (432) |                                                                                    | Molino Caído (Piedrahita de Muñó)                                                                   |                                                                                                 | Batán del Rey, fábrica de harinas El Batán o La Séptima (Herrera de Pisuerga)                                      |                                                                                             |
| Castilla y León (432) |                                                                                    | Ermita de Villazorana (Villanueva la Lastra)                                                        |                                                                                                 | Monasterio jerónimo de Nuestra Señora de la Piedad de Valdebusto (Valoria del Alcor)                               |                                                                                             |
| Castilla y León (432) |                                                                                    | Iglesia parroquial San Vicente Mártir (Andino, Villarcayo de Merindad de Castilla la Vieja)         |                                                                                                 | Poblado de trabajadores de las esclusas 11 y 12 del Canal de Castilla (Olmos de Pisuerga, Herrera de Pisuerga)     |                                                                                             |
| Castilla y León (432) |                                                                                    | Cementerio de San Esteban (Piedrahita de Muñó)                                                      |                                                                                                 | Puente, casa y molino de la esclusa nº 9 del Ramal Norte del Canal de Castilla (Ventosa de Pisuerga)               |                                                                                             |
| Castilla y León (432) |                                                                                    | Ermita de San Salvador (Tamarón)                                                                    |                                                                                                 | Complejo minero de Hornillos de Cerrato                                                                            |                                                                                             |
| Castilla y León (432) |                                                                                    | | Almenara de Sahagún el Real (Paredes de Nava)                                                   | |                                                                                             |
| Castilla y León (432) |                                                                                    | | Almenara de Antanillas (Villaumbrales)                                                          | |                                                                                             |
| Castilla y León (432) |                                                                                    | | Almenara de Arenales (Becerril de Campos)                                                       | |                                                                                             |
| Castilla y León (432) |                                                                                    | | Almenara de Santa María (Becerril de Campos)                                                    | |                                                                                             |
| Castilla y León (432) |                                                                                    | | Almenara de Corbejones (Villaumbrales)                                                          | |                                                                                             |
| Castilla y León (432) |                                                                                    | | Conjunto de palomares de Villamartín de Campos                                                  | |                                                                                             |
| Castilla y León (432) |                                                                                    | | Priorato de La Quinta o La Granja (Valbuena de Pisuerga)                                        | |                                                                                             |
| Castilla y León (432) |                                                                                    | | Artesonados y puerta de Bethlén de la iglesia de Santa María de Colaña (Castromocho)            | |                                                                                             |
| Castilla y León (432) |                                                                                    | | Iglesia, escuela y casa del director de la Azucarera de Venta de Baños                          | |                                                                                             |
| Castilla y León (432) |                                                                                    | | Vivienda del esclusero y puente de Calahorra de Ribas (Ribas de Campos)                         | |                                                                                             |
| Castilla y León (432) |                                                                                    | | Conjunto sur de palomares de Guaza de Campos                                                    | |                                                                                             |
| Castilla y León (432) |                                                                                    | | Conjunto de palomares de Torremormojón                                                          | |                                                                                             |
| Castilla y León (432) |                                                                                    | | Colegio de Huérfanos Ferroviarios de Palencia (Palencia)                                        | |                                                                                             |
| Castilla y León (432) |                                                                                    | | Acueducto de los Cinco Ojos (Grijota)                                                           | |                                                                                             |
| Castilla y León (432) |                                                                                    | | Estación de ferrocarril de Villalumbroso                                                        | |                                                                                             |
| Castilla y León (432) |                                                                                    | | Dehesa de Tablada (Villaviudas)                                                                 | |                                                                                             |
| Castilla y León (432) |                                                                                    | | Martinete de la 1ª esclusa del Canal de Castilla (Barrio de San Vicente, Alar del Rey)          | |                                                                                             |
| Castilla y León (432) | Segovia (30)                                                                       | Soria (41)                                                                                          | Valladolid (31)                                                                                 | Zamora (38) |                                                                                             |
| Castilla y León (432) | Castillo de Fernán González (Sepúlveda)                                            | Castillo de Caracena (Caracena)                                                                     | Cartuja de Nuestra Señora de Aniago (Villanueva de Duero)                                       | Castillo de Alba de Aliste (Losacino)                                                                              |                                                                                             |
| Castilla y León (432) | Monasterio de Nuestra Señora de los Ángeles de la Hoz (Sebúlcor)                   | Castillo de la Raya (Monteagudo de las Vicarías)                                                    | Castillo de Mota del Marqués (Mota del Marqués)                                                 | Castillo de Amesnal (Alfaraz de Sayago)                                                                            |                                                                                             |
| Castilla y León (432) | Ermita de San Benito (Adrados)                                                     | Castillo-Fortaleza (Serón de Nágima)                                                                | Castillo de San Pedro de Latarce (San Pedro de Latarce)                                         | Castillo de Granucillo (Granucillo de Vidriales)                                                                   |                                                                                             |
| Castilla y León (432) | Ermita de San Isidro (Domingo García)                                              | Cerco Romano de Numancia. Campamento de Alto Real (Garray)                                          | Convento de las Carmelitas Descalzas (San Pablo de la Moraleja)                                 | Castillo de Castrotorafe (San Cebrián de Castro)                                                                   |                                                                                             |
| Castilla y León (432) | Ermita de San Lorenzo de El Olmillo (El Olmillo)                                   | Ermita de San Esteban Protomártir (Alcózar)                                                         | Ermita de Nuestra Señora de Canteces (Vega de Valdetronco)                                      | Convento de Nuestra Señora del Valle (San Román del Valle)                                                         |                                                                                             |
| Castilla y León (432) | Ermitas de San Miguel de Bernuy (San Miguel de Bernuy)                             | Puente romano-medieval (Vinuesa)                                                                    | Fabrica de Harinas "La Confianza" (Tordehumos)                                                  | Convento franciscano de Nuestra Señora del Soto (Villanueva de Campeán)                                            |                                                                                             |
| Castilla y León (432) | La Casa Buitrago (Segovia)                                                         | Icnitas del Triásico Superior de Tiermes (Montejo de Tiermes)                                       | Iglesia del Salvador (Mota del Marqués)                                                         | Ermita románica de Santa María de Torremut (Alfaraz de Sayago)                                                     |                                                                                             |
| Castilla y León (432) | Estación ferroviaria (Ortigosa de Pestaño)                                         | Iglesia de la Natividad de La Revilla de Calatañazor (La Revilla de Calatañazor)                    | Necrópolis de las Ruedas de Pintia (Padilla de Duero)                                           | Iglesia de Santa María del Río (Castroverde de Campos)                                                             |                                                                                             |
| Castilla y León (432) | Convento de la Santísima Trinidad (Cuéllar)                                        | Necrópolis Celtibérica de Carratiermes (Montejo de Tiermes)                                         | Iglesia de San Salvador de Peñaflor de Hornija                                                  | Iglesia de San Nicolás (Castroverde de Campos)                                                                     |                                                                                             |
| Castilla y León (432) | Monasterio e Iglesia de San Martín de Casuar (Montejo de la Vega de la Serrezuela) | Palacio de los Condestables (Berlanga de Duero)                                                     | Castillo de Villalba de los Alcores                                                             | Iglesia de San Pedro de Villalpando (Villalpando)                                                                  |                                                                                             |
| Castilla y León (432) | Palacio de los Marqueses de Aguilafuente (Aguilafuente)                            | Peñalcázar (La Quiñonería)                                                                          | Torre mudéjar de la Iglesia de San Cipriano (Villacreces, Santervás de Campos)                  | Torre de la iglesia de Santa María de Mombuey (Mombuey)                                                            |                                                                                             |
| Castilla y León (432) | Palacio del Marqués de Revilla (Navares de las Cuevas)                             | Ermita de San Bartolomé (Villabuena)                                                                | Iglesia de San Juan Bautista de Almaraz de la Mota (Villardefrades)                             | Iglesia de San Pedro del Olmo (Toro)                                                                               |                                                                                             |
| Castilla y León (432) | Casa de Esquileo (Trescasas)                                                       | Ermita de Santa Eulalia (Villabuena)                                                                | Hospital Mater Dei (Tordesillas)                                                                | Castillo de Peñausende                                                                                             |                                                                                             |
| Castilla y León (432) | Ermita de la Virgen de Pinillos (Armuña)                                           | Iglesia de San Miguel Arcángel de Albocabe (Aliud)                                                  | Colegio de los Escoceses (Boecillo)                                                             | Iglesia Parroquial de San Juan Bautista (Santibáñez de Vidriales)                                                  |                                                                                             |
| Castilla y León (432) | Torre de la Iglesia de Santa Marina de Cuéllar (Cuéllar)                           | Atalaya de la Ojaraca (Caltojar)                                                                    | Iglesia de Nuestra Señora de la Visitación (Valviadero, Olmedo)                                 | Iglesia Parroquial de San Román del Valle (Villabrázaro)                                                           |                                                                                             |
| Castilla y León (432) | Palacio de los Contreras (Laguna de Contreras)                                     | Atalaya y granja fortificada de Almadeque (Sagides, Arcos de Jalón)                                 | Puente de Megeces                                                                               | Iglesia de Santa María de Villaobispo de Vidriales                                                                 |                                                                                             |
| Castilla y León (432) | Palacio de Valsaín (Valsaín)                                                       | Casa Fuerte de Tobajas (Carabantes)                                                                 | Iglesia de San Miguel de Villavellid                                                            | Iglesia de las Santas Justa y Rufina (Calzadilla de Tera)                                                          |                                                                                             |
| Castilla y León (432) | Castillo de Fuentidueña (Fuentidueña)                                              | Convento de Paredes Albas (Berlanga de Duero)                                                       | "El Palacio" de Tamariz (Tamariz de Campos)                                                     | Priorato de San Salvador de Villaverde de Vidriales (San Pedro de la Viña)                                         |                                                                                             |
| Castilla y León (432) | Hospital de la Magdalena (Fuentidueña)                                             | Monasterio de San Jerónimo de Espeja (Guijosa)                                                      | Depósito de locomotoras de Valladolid (Valladolid)                                              | Iglesia de Santa Bárbara (Cabañas de Tera)                                                                         |                                                                                             |
| Castilla y León (432) | Ermita de San Vicente de Hinojosas del Cerro                                       | Necrópolis de San Martín de Ucero (Ucero)                                                           | Electra Popular Vallisoletana (Valladolid)                                                      | Iglesia de Santa Marina (Tardemézar de Vidriales)                                                                  |                                                                                             |
| Castilla y León (432) | Iglesia de San Juan Bautista (Fuentes de Cuéllar)                                  | Iglesia de Alconeza (Berlanga de Duero)                                                             | Molino de viento de Santa Eufemia del Arroyo                                                    | Iglesia de San Jorge (Carbajales de la Encomienda)                                                                 |                                                                                             |
| Castilla y León (432) | Palacio del Esquileo o Palacio del Marqués de Perales (El Espinar)                 | Ermita de San Millán (Velilla de los Ajos)                                                          | Castillo de Mucientes                                                                           | Aceñas de Gijón (Zamora)                                                                                           |                                                                                             |
| Castilla y León (432) | Ermita de San Julián (Castrillo de Sepúlveda)                                      | Castillo de San Leonardo (San Leonardo de Yagüe)                                                    | Vivienda esclusa 39 del Canal de Castilla (Cubillas de Santa Marta)                             | Alcoholera de Santibáñez de Vidriales                                                                              |                                                                                             |
| Castilla y León (432) | Ermita de Agejas (Cabañas de Polendos)                                             | Casas de la Travesía Cinco Villas (Soria)                                                           | Conjunto esclusa 40 del Canal de Castilla (Corcos del Valle)                                    | Ermita de Humilladero (Villamor de Cadozos)                                                                        |                                                                                             |
| Castilla y León (432) | Esquileo y lavadero de Rancho Alfaro o de Puertas (Santo Domingo de Pirón)         | Iglesia de San Miguel de San Pedro Manrique                                                         | Cuarteles Conde Ansúrez y General Monasterio (Valladolid)                                       | Castillo y muralla de Castronuevo de los Arcos                                                                     |                                                                                             |
| Castilla y León (432) | Molino de Gamones (Palazuelos de Eresma)                                           | Iglesia de la Mercadera (Rioseco de Soria)                                                          | La Navilla (Hornillos de Eresma)                                                                | Castillo y muralla de Belver de los Montes                                                                         |                                                                                             |
| Castilla y León (432) | Iglesia de San Medel (Valseca)                                                     | Beaterio de San Román (Medinaceli)                                                                  | Fortaleza y torreón de 'El Cubo' (Villacid de Campos)                                           | Poblado de Salto de Castro (Fonfría)                                                                               |                                                                                             |
| Castilla y León (432) | Capilla del Hospital de Convalecientes (Segovia)                                   | Iglesia de Nuestra Señora de la Asunción (Cabreriza, Berlanga de Duero)                             | Restos de la Iglesia de San Juan Bautista (Tamariz de Campos)                                   | Iglesia de San Martín de Molacillos                                                                                |                                                                                             |
| Castilla y León (432) | Órgano Barroco de Fuentesaúco (Fuentesaúco de Fuentidueña)                         | Monasterio de la Monjía (Fuentetoba, Golmayo)                                                       | Ruinas de la Iglesia de San Juan (Moral de la Reina)                                            | Ruinas Iglesia de San Salvador (Abezames)                                                                          |                                                                                             |
| Castilla y León (432) | Casa de Esquileo de Santillana (Revenga)                                           | Casa Fuerte de los Beteta (Soria)                                                                   |                                                                                                 | Convento de los Dominicos de Tábara                                                                                |                                                                                             |
| Castilla y León (432) |                                                                                    | Cerro de los Moros y margen derecha del río Duero (Soria)                                           |                                                                                                 | Ermita de San Lorenzo de Tábara                                                                                    |                                                                                             |
| Castilla y León (432) |                                                                                    | Iglesia de San Bartolomé (Sarnago)                                                                  |                                                                                                 | Estación de ferrocarril de Castroverde de Campos                                                                   |                                                                                             |
| Castilla y León (432) |                                                                                    | Atalaya de Valdetorre (Barcones)                                                                    |                                                                                                 | Edificio de viajeros de la estación de tren de Villanueva del Campo                                                |                                                                                             |
| Castilla y León (432) |                                                                                    | Castillo de Calatañazor (Calatañazor)                                                               |                                                                                                 | Iglesia de Otero de Sariegos (Villafáfila)                                                                         |                                                                                             |
| Castilla y León (432) |                                                                                    | Castillo de Castillejo de Robledo (Castillejo de Robledo)                                           |                                                                                                 | Palacio de Bustamante (Toro)                                                                                       |                                                                                             |
| Castilla y León (432) |                                                                                    | Casa Alta de los Carrillo Yáñez de Barnuevo (Deza)                                                  |                                                                                                 | Iglesia de San Miguel de Villalpando                                                                               |                                                                                             |
| Castilla y León (432) |                                                                                    | Atalaya de vigilancia y comunicación de la Cabeza de Enmedio (Monteagudo de las Vicarías)           |                                                                                                 | Ermita de San Marcos (Coomonte)                                                                                    |                                                                                             |
| Castilla y León (432) |                                                                                    | Torre de Moñux (Viana de Duero)                                                                     |                                                                                                 | Iglesia Santa María Magdalena (El Piñero)                                                                          |                                                                                             |
| Castilla y León (432) | Iglesia de San Bartolomé de La Barbolla (La Barbolla, Quintana Redonda)            | |                                                                                                 | |                                                                                             |
| Castilla y León (432) | Ermita rupestre de San Blas (Rabanera del Campo)                                   | |                                                                                                 | |                                                                                             |

### Cataluña
No contiene la lista verde ni negra.
| Cataluña (37) | Barcelona (14)                                                       | Girona (6)                                                      | Lleida (7)                                                 | Tarragona (10)                                                     |
| Cataluña (37) | Castillo de Granera (Granera)                                        | Villa romana Els Tolegassos (Viladamat)                         | Monasterio de San Miguel de Montmagastre (Artesa de Segre) | Encomienda de San Cristóbal de Selma (Pla de Manlleu, Aiguamurcia) |
| Cataluña (37) | Monasterio de Sant Jeroni de la Vall d'Hebron (Barcelona)            | Torre Rius (Sant Feliu de Guíxols)                              | Iglesia de Santa María de Sarroqueta (Pont de Suert)       | La Tabacalera de Tarragona (Tarragona)                             |
| Cataluña (37) | Monasterio de Santa Margarida del Pla (Castellgalí)                  | Castell de Vila-romà (Palamós)                                  | Iglesia de San Rufo (Lérida)                               | Preventori de la Savinosa (Tarragona)                              |
| Cataluña (37) | Palacio del Laberinto de Horta (San Juan de Horta)                   | Castell de Montagut (San Julián de Ramis)                       | Iglesia de Sant Serni d’Àrreu (Alto Aneu)                  | Mas Barber (Constantí)                                             |
| Cataluña (37) | Castillo Torre Salvana (Santa Coloma de Cervelló)                    | Ermita de la Mare de Déu dels Socors (Forallac)                 | Monasterio de Santa Maria d'Escarp (Masalcorreig)          | Guixera del Tòfol. (Yesería de Tòfol) (Vilavert)                   |
| Cataluña (37) | Masía Can Ballot-Gallifa (Argentona)                                 | Iglesia y pueblo de Sant Esteve de Caulés (Caldas de Malavella) | Castillo e iglesia de Santa María en Castellón de Farfaña  | Iglesia de Santa María de Santa Perpètua de Gaià (Pontils)         |
| Cataluña (37) | Castell de Castellcir (Castill de la Popa) (Castellcir)              |                                                                 | Iglesia de Sant Cristòfol de Vinyoles (Cavá)               | Mas de la Tallada (Tarragona)                                      |
| Cataluña (37) | Iglesia vieja de Sant Sadurní de la Marca (Castellví de la Marca)    |                                                                 |                                                            | Mas dels Arcs (Tarragona)                                          |
| Cataluña (37) | Torre Mas Enrich o Torre del Moro (Horta-Guinardó, Barcelona)        |                                                                 |                                                            | Torre del Mas del Cusidó (Tarragona)                               |
| Cataluña (37) | Iglesia y casa rectoral de Sant Quintí (Montclar)                    |                                                                 |                                                            | Torre i Mas de Don Felip (Riudoms)                                 |
| Cataluña (37) | Cal Masover Nou (Hospitalet de Llobregat)                            |                                                                 |                                                            |                                                                    |
| Cataluña (37) | Casa Tosquella (Barcelona)                                           |                                                                 |                                                            |                                                                    |
| Cataluña (37) | Castillo de Castellví o Castell de Sant Jaume (Castellví de Rosanés) |                                                                 |                                                            |                                                                    |
| Cataluña (37) | Entorno cultural de Castellnou de la Plana (Moyá)                    |                                                                 |                                                            |                                                                    |

### Ceuta
No contiene la lista verde ni negra.
| Ciudad Autónoma de Ceuta (1) | Ceuta (1)                                                       |
| Ciudad Autónoma de Ceuta (1) | Fortificaciones del Recinto y Fortaleza del Monte Hacho (Ceuta) |

### Melilla
No contiene la lista verde ni negra.
| Ciudad autónoma de Melilla (2) | Melilla (2)                          |
| Ciudad autónoma de Melilla (2) | Casa de Josefa Pérez Maffé (Melilla) |
| Ciudad autónoma de Melilla (2) | Fuerte de San Carlos (Melilla)       |

### Extremadura
No contiene la lista verde ni negra.
| Extremadura (67) | Badajoz (32)                                                            | Cáceres (35)                                                                |
| Extremadura (67) | Castillo de Azagala (Villar del Rey)                                    | Castillo de Peñafiel (Zarza la Mayor)                                       |
| Extremadura (67) | Convento de las Trinitarias (Badajoz)                                   | Convento de San Antonio de Padua (Garrovillas de Alconétar)                 |
| Extremadura (67) | Convento de San José (Badajoz)                                          | Ermita del Salvador (Cáceres)                                               |
| Extremadura (67) | Monasterio de San Isidro de Loriana (La Roca de la Sierra)              | Castillo de Trevejo (Villamiel)                                             |
| Extremadura (67) | Villa Romana de La Cocosa (Badajoz)                                     | Casa Rectoral de Santa María (Trujillo)                                     |
| Extremadura (67) | Torreón de Cárdenas (Puebla del Maestre)                                | Puente de Alcántara (Alcántara)                                             |
| Extremadura (67) | Ermita de la Encarnación de Arroyo de San Serván (Arroyo de San Serván) | Palacio de los Roco Camprofrío (Alcántara)                                  |
| Extremadura (67) | Castillo de Mayorga (San Vicente de Alcántara)                          | Convento de San Joaquín (Santa Cruz de la Sierra)                           |
| Extremadura (67) | Villa romana de Pesquero (Pueblonuevo del Guadiana)                     | Fortaleza de Medina Al-Balat (Romangordo)                                   |
| Extremadura (67) | Ermita de Santiago de Alburquerque (Alburquerque)                       | Palacio y torre de los Pizarro (Conquista de la Sierra)                     |
| Extremadura (67) | Ermita de Ntra. Sra. de la Esperanza de Alconchel (Alconchel)           | Ermita del Santo Cristo de Talaván (Talaván)                                |
| Extremadura (67) | Atalaya de los Frailes (Badajoz)                                        | Ermita de Santa Ana y pósito de grano contiguo (Trujillo)                   |
| Extremadura (67) | Convento de San Onofre (La Lapa)                                        | Iglesia de Santiago de La Piñuela (Casas de Miravete)                       |
| Extremadura (67) | Ciudad antigua de Lacimurga (Puebla de Alcocer - Navalvillar de Pela)   | Monasterio de Nuestra Señora de Monteceli del Hoyo (Gata)                   |
| Extremadura (67) | Castillo de Salvaleón (Salvaleón)                                       | Castillo de Mayoralgo o de Garabato (Aldea del Cano)                        |
| Extremadura (67) | Villa romana de Araya (Mérida)                                          | Castillo de Castellanos, de Mohedano o de Moheda (Cáceres)                  |
| Extremadura (67) | Convento de la Luz de Moncarche (Alconchel)                             | Castillo del Cachorro (Torreorgaz)                                          |
| Extremadura (67) | Convento franciscano de Santiago (Lobón)                                | Castillo de la Torrecilla de Lagartera (pedanía de Valdesalor, Cáceres)     |
| Extremadura (67) | Puente de Cantillana (Badajoz)                                          | Torre de los Mogollones (Dehesa de los Mogollones, Cáceres)                 |
| Extremadura (67) | Casa de la Audiencia o Ayuntamiento Viejo (Cabeza del Buey)             | Despoblado y palacios de Zamarrilla (Llanos de Cáceres y Sierra de Fuentes) |
| Extremadura (67) | Conjunto Monacal de San Miguel de los Fresnos (Fregenal de la Sierra)   | Castillo de Alconétar o de Rocafrida (Garrovillas de Alconétar)             |
| Extremadura (67) | Complejo Minero San Nicolás (Valle de la Serena)                        | Convento de la Bien Parada (Abadía)                                         |
| Extremadura (67) | Fuente de Cuadrejones (Badajoz)                                         | Convento de San Francisco (Coria)                                           |
| Extremadura (67) | Fuente Caballeros (Badajoz)                                             | Palacio del Carneril (Trujillo)                                             |
| Extremadura (67) | Fortificación de Hornachos (Hornachos)                                  | Castillo de Portezuelo (Portezuelo)                                         |
| Extremadura (67) | Parque Ascensión (Badajoz)                                              | Molino del Estanque (Guadalupe)                                             |
| Extremadura (67) | Castillo de las Torres (Monesterio)                                     | Convento de la Magdalena (Trujillo)                                         |
| Extremadura (67) | Ermitas de N. S. de la Consolación y de N. S. del Rosario (Badajoz)     | Berrocal de Trujillo (Trujillo)                                             |
| Extremadura (67) | Puente de la Mesta (Villarta de los Montes)                             | Castillo de Belvís de Monroy                                                |
| Extremadura (67) | Convento de San Andrés (Mérida)                                         | Ermita de la Portera (Garciaz)                                              |
| Extremadura (67) | Ermita de Santa Bárbara (Oliva de Mérida)                               | Convento Franciscano Espíritu Santo (Hoyos)                                 |
| Extremadura (67) | Convento de Santa Catalina de Siena (Zafra)                             | Ermita de San Bartolomé del Pizarral (Cáceres)                              |
| Extremadura (67) | Iglesia parroquial de Santa Catalina (Romangordo)                       |                                                                             |
| Extremadura (67) | Factoría El Jordán (Nuñomoral)                                          |                                                                             |
| Extremadura (67) | Ermita de San Sebastián (Montehermoso)                                  |                                                                             |

### Galicia
No contiene la lista verde ni negra.
| Galicia (64) | La Coruña (26)                                                         | Lugo (12)                                                | Orense (11)                                                 | Pontevedra (15)                                                             |
| Galicia (64) | Barrio de Ferrol Vello (Ferrol)                                        | Torre da Fortaleza (Sarria)                              | Monasterio de San Paio (Abeleda)                            | Monasterio de San Pelayo (Albeos)                                           |
| Galicia (64) | Pazo de O Casal (Brión)                                                | Torre de Taboi (Otero de Rey)                            | Monasterio de Santa Comba de Naves (San Mamede de Palmés)   | Casa Becerra (Villagarcía de Arosa)                                         |
| Galicia (64) | Antiguo convento de Nosa Señora das Donas (o de Las Cascas) (Betanzos) | Torre de Caldaloba (Cospeito)                            | Casa rectoral de San Xoán de Barrán (Piñor)                 | Jardines del Gran Hotel de Mondariz Balneario (Mondariz)                    |
| Galicia (64) | Casa Bailly (Cambre)                                                   | Torre de los Moreno (Ribadeo)                            | Monasterio de Santa María de Melón (Melón)                  | Pazo de Bergazos o de los Gil de Taboada (Lalín)                            |
| Galicia (64) | Casa do Cortés (Bergondo)                                              | Palacio del obispo Sarmiento (Masma)                     | Monasterio de Lobás (Carballino)                            | Casa rectoral de San Martiño de Borela (Cotobade)                           |
| Galicia (64) | Parque Enciclopédico del Pasatiempo (Betanzos)                         | Adega da Casa da Fonte (Ferreira de Pantón)              | Torre de Sande (Cartelle)                                   | Pazo y torre de Guimarey (La Estrada)                                       |
| Galicia (64) | Casa rectoral de Corcoesto (Cabana de Bergantiños)                     | Carretera LU-231 de Friol a Palas (Friol y Palas de Rey) | Torre de Torán (Taboadela)                                  | Casa de los Duques de Medina de las Torres (Villagarcía de Arosa)           |
| Galicia (64) | Monasterio de Santa María de Monfero (Monfero)                         | Casa de peones camineros de Guntín                       | Casa parroquial de Dadín                                    | Panificadora de Vigo (Vigo)                                                 |
| Galicia (64) | Telleira de Quintáns (Rianjo)                                          | Fuente del Castro de Corvazal (Lugo)                     | Convento trinitario de Correxais (Vilamartín de Valdeorras) | Pazo de San Antoniño do Pousadoiro (Villagarcía de Arosa)                   |
| Galicia (64) | Casa de la Sirena (Mugardos)                                           | Casa torre de Tor (O Hospital, Quiroga)                  | Casa rectoral de Morgade (Ginzo de Limia)                   | Puente Malvar (Tilve, Cerponzones)                                          |
| Galicia (64) | Torre da Penela (Cabana de Bergantiños)                                | Pazo de Vilar (Taboada)                                  | Casa da Encomenda de Beade                                  | Fonte de Troncoso (Mondariz)                                                |
| Galicia (64) | Casa da Cadea (Cárcel) (Puebla del Caramiñal)                          | Pazo de Trasmonte (Santiago de Trasmonte, Friol)         |                                                             | Colegio Santiago Apóstol de los padres Jesuitas de Camposancos (La Guardia) |
| Galicia (64) | Pazo de Baldomir (Bergondo)                                            |                                                          |                                                             | Telleira das Rañas (Catoira)                                                |
| Galicia (64) | Capilla de San Xoán de Mosteiro (Ortigueira)                           |                                                          |                                                             | Fábrica de Conservas y factoría ballenera Massó (Cangas de Morrazo)         |
| Galicia (64) | Casa Rectoral de O Canedo (Monfero)                                    |                                                          |                                                             | Casa parroquial de Santa Mariña de Ribeira (La Estrada)                     |
| Galicia (64) | Casa renacentista en A Vacariza (Santiago de Berdeogas)                |                                                          |                                                             |                                                                             |
| Galicia (64) | Castillo de Mesía (Pobra, Bascoy)                                      |                                                          |                                                             |                                                                             |
| Galicia (64) | Iglesia de San Pedro de Feás (Mesía)                                   |                                                          |                                                             |                                                                             |
| Galicia (64) | Casa de la Luz (Betanzos)                                              |                                                          |                                                             |                                                                             |
| Galicia (64) | Pazo A Rectoral (Zas)                                                  |                                                          |                                                             |                                                                             |
| Galicia (64) | Teatro Renacimiento, "Rena" (Ferrol)                                   |                                                          |                                                             |                                                                             |
| Galicia (64) | As torres de Cillobre (Laracha)                                        |                                                          |                                                             |                                                                             |
| Galicia (64) | Casa del pintor Felipe Bello Piñeiro (O Seixo, Franza)                 |                                                          |                                                             |                                                                             |
| Galicia (64) | Fábrica de curtidos San Nicolás (Santiago de Compostela)               |                                                          |                                                             |                                                                             |
| Galicia (64) | Pazo da Mercé (Puebla de Caramiñal)                                    |                                                          |                                                             |                                                                             |
| Galicia (64) | Casa rectoral de Fecha                                                 |                                                          |                                                             |                                                                             |

### Baleares
No contiene la lista verde ni negra.
| Islas Baleares (3) | Islas Baleares (3)                        |
| Islas Baleares (3) | Velódromo de Tirador (Palma de Mallorca)  |
| Islas Baleares (3) | Casal de Can Fàbregas (Palma de Mallorca) |
| Islas Baleares (3) | Es Carnatge (Palma de Mallorca)           |

### Canarias
No contiene la lista verde ni negra.
| Islas Canarias (25) | Las Palmas (6)                                                        | Santa Cruz de Tenerife (19)                                          |
| Islas Canarias (25) | Antiguo Hospital o Casa Cabrerón (Arrecife)                           | Palacio de Nava (San Cristóbal de La Laguna)                         |
| Islas Canarias (25) | Conjunto Arqueológico de Zonzamas (Teguise, Arrecife y San Bartolomé) | Casa familiar de Agustín Espinosa García (San Agustín, Los Realejos) |
| Islas Canarias (25) | Pailebote Nostramo o Conquistador Pirata (Tuineje)                    | Hacienda La Gorvorana (Los Realejos)                                 |
| Islas Canarias (25) | Casita del Huerto de la Higuera (Betancuria)                          | Torre defensiva de San Andrés (Santa Cruz de Tenerife)               |
| Islas Canarias (25) | Museo Cho Zacarías (Vega de San Mateo)                                | Semáforo de la Atalaya (Santa Cruz de Tenerife)                      |
| Islas Canarias (25) | Molino de Los Barber (Vega de San Mateo)                              | Los Molinos de la Hacienda de Los Príncipes (Los Realejos)           |
| Islas Canarias (25) | Elevador de aguas de Gordejuela (Los Realejos)                        |                                                                      |
| Islas Canarias (25) | La Casa Amarilla (Puerto de la Cruz)                                  |                                                                      |
| Islas Canarias (25) | Molino de Agua de la Plaza de Las Angustias (Icod de los Vinos)       |                                                                      |
| Islas Canarias (25) | Casa Fuerte de Adeje                                                  |                                                                      |
| Islas Canarias (25) | Teatro-Cine Viera y Clavijo (Los Realejos)                            |                                                                      |
| Islas Canarias (25) | Molino de La Piñera (Los Realejos)                                    |                                                                      |
| Islas Canarias (25) | Hacienda de San Clemente (Santa Úrsula)                               |                                                                      |
| Islas Canarias (25) | Hacienda de Las Palmas de Anaga (Santa Cruz de Tenerife)              |                                                                      |
| Islas Canarias (25) | Hacienda de los Jardines de Castro (Los Realejos)                     |                                                                      |
| Islas Canarias (25) | Casona Fierro-Torres y Santa Cruz (Breña Baja)                        |                                                                      |
| Islas Canarias (25) | El Puertito de Adeje o Puertito de Armeñime (Adeje)                   |                                                                      |
| Islas Canarias (25) | Castillete de Guayonje (Tacoronte)                                    |                                                                      |
| Islas Canarias (25) | Hacienda de los Brieres (Garachico)                                   |                                                                      |

### La Rioja
No contiene la lista verde ni negra.
| La Rioja (22) | La Rioja (22)                                                                       |
| La Rioja (22) | Iglesia del Dulce Nombre de María o de Santa María la Blanca (Torremuña de Cameros) |
| La Rioja (22) | Ermita de Yerga (Autol)                                                             |
| La Rioja (22) | Ermita gótica de Orzales (San Vicente de la Sonsierra)                              |
| La Rioja (22) | Iglesia de la Asunción de Luezas (Soto en Cameros)                                  |
| La Rioja (22) | Iglesia parroquial de San Miguel de Montalvo en Cameros (San Román de Cameros)      |
| La Rioja (22) | Castillo de Castañares de las Cuevas (Viguera)                                      |
| La Rioja (22) | Casa Palacio de los Manso de Zúñiga (Cidamón)                                       |
| La Rioja (22) | Iglesia de San Juan de Letrán (Pedroso)                                             |
| La Rioja (22) | Castillo de Davalillo (San Asensio)                                                 |
| La Rioja (22) | Lienzos y torreones de las murallas de Santo Domingo de la Calzada                  |
| La Rioja (22) | La Ferrería (Lugar del Río, San Millán de la Cogolla)                               |
| La Rioja (22) | Iglesia de Santa Elena (Turza, Ezcaray)                                             |
| La Rioja (22) | Iglesia de la Asunción (Santa María en Cameros)                                     |
| La Rioja (22) | Ermita de Santa María de Barrio (Cellorigo)                                         |
| La Rioja (22) | Monasterio de San Prudencio de Monte Laturce (Clavijo)                              |
| La Rioja (22) | Iglesia de San Francisco de Alfaro                                                  |
| La Rioja (22) | Iglesia de Santa María de Turruncún                                                 |
| La Rioja (22) | Iglesia de Santa María de Robres del Castillo                                       |
| La Rioja (22) | Iglesia de Santa María de Rute (Ventas Blancas)                                     |
| La Rioja (22) | Castillo de Ocón (La Villa de Ocón)                                                 |
| La Rioja (22) | Arca de la Misericordia (Huércanos)                                                 |
| La Rioja (22) | Castillo de Jubera                                                                  |

### País Vasco
No contiene la lista verde ni negra.
| País Vasco (33) | Álava (7)                                                                | Guipúzcoa (12)                                                  | Vizcaya (14)                                                                                     |
| País Vasco (33) | Caserío Etxebarri (Llodio)                                               | Batería de la Diputación de Guipúzcoa en Monpás (San Sebastián) | Conjunto de fortalezas costeras del Monte Serantes (Santurce)                                    |
| País Vasco (33) | Casa Alfaro Fournier (Vitoria)                                           | Fortificación Vallespín (Irún)                                  | Palacio de los Hurtado de Amézaga (Güeñes)                                                       |
| País Vasco (33) | Palacio de Álava-Esquivel (Vitoria)                                      | Palacio Sagartegieta (Éibar)                                    | Reserva de la biosfera de Urdaibai. Patrimonio de la Humanidad (Cuenca del río Oka)              |
| País Vasco (33) | Estación de Servicio Goya (Vitoria)                                      | Caserío Adrixela (Escoriaza)                                    | Casa-Torre de Zubileta (Baracaldo)                                                               |
| País Vasco (33) | Palacio Escoriaza-Esquivel (Vitoria)                                     | Ebro Etxea (Colonia de verano de Azucarera Ebro) (Zarauz)       | Parcelario medieval y barroco del casco histórico de Elorrio (Elorrio)                           |
| País Vasco (33) | Iglesia de Nuestra Señora de la Inmaculada Concepción (Sobrón, Lantarón) | Erregetxe zaharra - Casa del Rey vieja (Placencia de las Armas) | Fuerte y Faro de La Galea (Guecho)                                                               |
| País Vasco (33) | Monumento a la Batalla de Vitoria (Vitoria)                              | Presa del molino armero de Olabarrena (Placencia de las Armas)  | Cordelería o Fábrica de jarcias del Real Astillero de Zorroza (Bilbao)                           |
| País Vasco (33) |                                                                          | Presa del molino armero de Igareta (Placencia de las Armas)     | Grandes Molinos Vascos (Bilbao)                                                                  |
| País Vasco (33) |                                                                          | Complejo armero de Sagarraga (Placencia de las Armas)           | Los hornos de calcinación de la mina Segunda del Coto Minero Ollargan (Arrigorriaga)             |
| País Vasco (33) |                                                                          | Caserío Astiñene (San Sebastián)                                | Los hornos de calcinación de la mina Catalina del Coto Minero Sarachaga (Sopuerta)               |
| País Vasco (33) |                                                                          | Cuarteles de Loiola (San Sebastián)                             | Horno de calcinación de la mina Demasía a Complemento del Coto Minero Covarón (Cobarón, Musques) |
| País Vasco (33) |                                                                          | Instituto de Formación Profesional de Martutene                 | Los hornos de calcinación de la mina Complemento del Coto Minero Covarón (Cobarón, Musques)      |
| País Vasco (33) |                                                                          | Monumento a Nuestra Señora de la Antigua-Txarlazo (Orduña)      |                                                                                                  |
| País Vasco (33) |                                                                          | Puente de Udondo (Lejona)                                       |                                                                                                  |

### Asturias
No contiene la lista verde ni negra.
| Asturias (32) | Asturias (32)                                                                              | Asturias (32)                                                                 | Asturias (32)                                                 | Asturias (32)                                       |
| Asturias (32) | Iglesia de San Cipriano (Infiesto)                                                         | Palacio de Tormaleo (Tormaleo)                                                | Torre de la jura o del Heredero (Soto de Cangas)              | Palacio de Cienfuegos de Peñalba (Pola de Allande)  |
| Asturias (32) | Palacio de Don Francisco Sánchez de Caso (Cerébanes)                                       | Palacio de la Torre de Celles (Celles)                                        | Palacio de los Bernaldo de Quirós (Candás)                    | Palacio de los Faes de Miranda (Carabanzo)          |
| Asturias (32) | Palacio de los Duque de Estrada (Llanes)                                                   | Palacio de Vigil de Quiñones (Sariego)                                        | Conjunto ferroviario de Vega-La Felguera (Langreo)            | Torre del Castillo de Yabio (Perlora)               |
| Asturias (32) | Torreón de Lodeña (Piloña)                                                                 | Factoría de Nitrastur (La Felguera-Langreo)                                   | Ermita de San Roque y Santa Apolonia (Avilés)                 | Monasterio de Santa María la Real de Obona (Tineo)  |
| Asturias (32) | Monasterio de San Antolín de Bedón (Llanes)                                                | Iglesia de San Pedro de Plecín (Alles, Peñamellera Alta)                      | Monasterio de San Salvador de Cornellana (Cornellana)         | Chalé de José Rodríguez-Maribona (Villalegre)       |
| Asturias (32) | Casa Torre de Tuñón (Tuñón)                                                                | Palacio del Condado de Altamira «O Pacio» (El Llano, San Tirso de Abres)      | Antigua Fábrica de Conservas Lis (L'Arena, Soto del Barco)    | Fábrica de La Felguera (Langreo)                    |
| Asturias (32) | Sanatorio, botica y escuela de niñas del poblado minero de Bustiello (Bustiello de Mieres) | Torrejón de Peñerudes (Peñerudes, Morcín)                                     | Ermita Nuestra Señora de Ricao (Caleao Concejo de Caso)       | Capilla de San Esteban del Mar del Natahoyo (Gijón) |
| Asturias (32) | Capilla de San Andrés (Linares, Salas)                                                     | Parte del conjunto de la antigua fábrica siderúrgica de La Felguera (Langreo) | Conjunto histórico de las minas de Llumeres (Bañugues, Gozón) | Fábrica de armas de La Vega (Oviedo)                |

### Murcia
No contiene la lista verde ni negra.
| Región de Murcia (63) | Murcia (63)                                                                                  |
| Región de Murcia (63) | Castillo de Xiquena (Fontanares, Lorca)                                                      |
| Región de Murcia (63) | Castillo del Puerto de la Cadena (El Palmar, Murcia)                                         |
| Región de Murcia (63) | Ermitas del monte Miral (El Beal, Cartagena)                                                 |
| Región de Murcia (63) | Palacio de los Vélez (Mula)                                                                  |
| Región de Murcia (63) | Palacete de Fuente la Higuera (Bullas)                                                       |
| Región de Murcia (63) | Castillo de la Atalaya (Cartagena)                                                           |
| Región de Murcia (63) | Batería de La Parajola (Cartagena)                                                           |
| Región de Murcia (63) | Batería y Cuartel de Fajardo (Cartagena)                                                     |
| Región de Murcia (63) | Batería de Aguilones (Cartagena)                                                             |
| Región de Murcia (63) | Villa Calamari (Cartagena)                                                                   |
| Región de Murcia (63) | Castillo de los Moros (Cartagena)                                                            |
| Región de Murcia (63) | Molinos de viento del Campo de Cartagena (Campo de Cartagena)                                |
| Región de Murcia (63) | Castillo de Despeñaperros o Fuerte de San José (Cartagena)                                   |
| Región de Murcia (63) | Batería y Mirador de la Podadera (Cartagena)                                                 |
| Región de Murcia (63) | Batería de la Chapa (Cartagena)                                                              |
| Región de Murcia (63) | Torre del Negro (Los Urrutias, Cartagena)                                                    |
| Región de Murcia (63) | Torre del Moro (Perín, Cartagena)                                                            |
| Región de Murcia (63) | Torre de Garcipérez (Cartagena)                                                              |
| Región de Murcia (63) | Torre de Navidad (Cartagena)                                                                 |
| Región de Murcia (63) | Batería de Cenizas (Cartagena)                                                               |
| Región de Murcia (63) | Batería de Roldán (Cartagena)                                                                |
| Región de Murcia (63) | Casa de los Góngora o de las Boticarias (Cehegín)                                            |
| Región de Murcia (63) | Casa de los Guevara (Lorca)                                                                  |
| Región de Murcia (63) | Torre de Oviedo (La Puebla, Cartagena)                                                       |
| Región de Murcia (63) | Molino de Viento de las Salinas de Marchamalo (Cabo de Palos, Cartagena)                     |
| Región de Murcia (63) | Sistema hidráulico de la casa Girón (El Estrecho de Fuente Álamo, Fuente Álamo de Murcia)    |
| Región de Murcia (63) | Casa de la Tercia (Caravaca de la Cruz)                                                      |
| Región de Murcia (63) | Noria de Sangre (Torre Pacheco)                                                              |
| Región de Murcia (63) | Sanatorio para Tuberculosos Sierra Espuña (El Berro, Alhama de Murcia)                       |
| Región de Murcia (63) | Acueducto de Zarzadilla de Totana (tramo de 2 km desde Zarzadilla) (Lorca)                   |
| Región de Murcia (63) | Castillejo de Monteagudo (Monteagudo)                                                        |
| Región de Murcia (63) | Capilla del Vía Crucis (Murcia)                                                              |
| Región de Murcia (63) | Casa Torre Alcayna (Murcia)                                                                  |
| Región de Murcia (63) | Cabezo Rajao (Cartagena, La Unión (España))                                                  |
| Región de Murcia (63) | Castillo de San Julián (Cartagena)                                                           |
| Región de Murcia (63) | Tramo muralla medieval de Murcia (Santa Eulalia) (Murcia)                                    |
| Región de Murcia (63) | Acueducto de los Arcos en la rambla de las Zorreras (Alcantarilla)                           |
| Región de Murcia (63) | Cabezo de la Cobertera (Abarán-Blanca)                                                       |
| Región de Murcia (63) | Castillo de Santa Catalina del Monte o Verdolay (Murcia)                                     |
| Región de Murcia (63) | Casa Antonete Gálvez (Torreagüera)                                                           |
| Región de Murcia (63) | Casa Zapata o Casa del Tío Lobo (Portmán)                                                    |
| Región de Murcia (63) | Batería de San Leandro (Cartagena)                                                           |
| Región de Murcia (63) | Mar Menor (Cartagena, Los Alcázares, San Javier y San Pedro del Pinatar)                     |
| Región de Murcia (63) | Faro de San Juan de Podaderas (Cartagena)                                                    |
| Región de Murcia (63) | Molinos salineros de Veneziola (San Javier)                                                  |
| Región de Murcia (63) | Almazara Casa de las monjas (Zeneta)                                                         |
| Región de Murcia (63) | Casa de Acacio Mateo (Lorca)                                                                 |
| Región de Murcia (63) | Panteón de Manuel Picó y Juan Crespo (Cartagena)                                             |
| Región de Murcia (63) | Molino de las Cuatro Ruedas o de Funes (Murcia)                                              |
| Región de Murcia (63) | Conjunto arquitectónico de la Torre del Fraile (Murcia)                                      |
| Región de Murcia (63) | Molino de Alfatego en El Puntal (Murcia)                                                     |
| Región de Murcia (63) | Torre y Molino del Batán (Murcia)                                                            |
| Región de Murcia (63) | Casa Blanca (Los Ramos, Murcia)                                                              |
| Región de Murcia (63) | Castillo del Portazgo Superior (Murcia)                                                      |
| Región de Murcia (63) | Acequia Mayor Alquibla o Barreras (Murcia)                                                   |
| Región de Murcia (63) | Castellar de Churra (Murcia)                                                                 |
| Región de Murcia (63) | Palacete Valero (San José de la Vega)                                                        |
| Región de Murcia (63) | Casa Torre Falcón y su pino centenario (Murcia)                                              |
| Región de Murcia (63) | Capilla del Santo Sepulcro de Mazarrón                                                       |
| Región de Murcia (63) | Posadas del Duque (Librilla)                                                                 |
| Región de Murcia (63) | Castillo de Los Garres (Murcia)                                                              |
| Región de Murcia (63) | Castillo de Benizar (Moratalla)                                                              |
| Región de Murcia (63) | Estación de Telegrafía sin hilos y Radio Costera de Cabo de Palos (Cabo de Palos, Cartagena) |